# ドーミーイン
ドーミーイン（dormy inn）は、株式会社共立メンテナンスが運営する、ビジネスホテルチェーンの名称である。

## 特徴

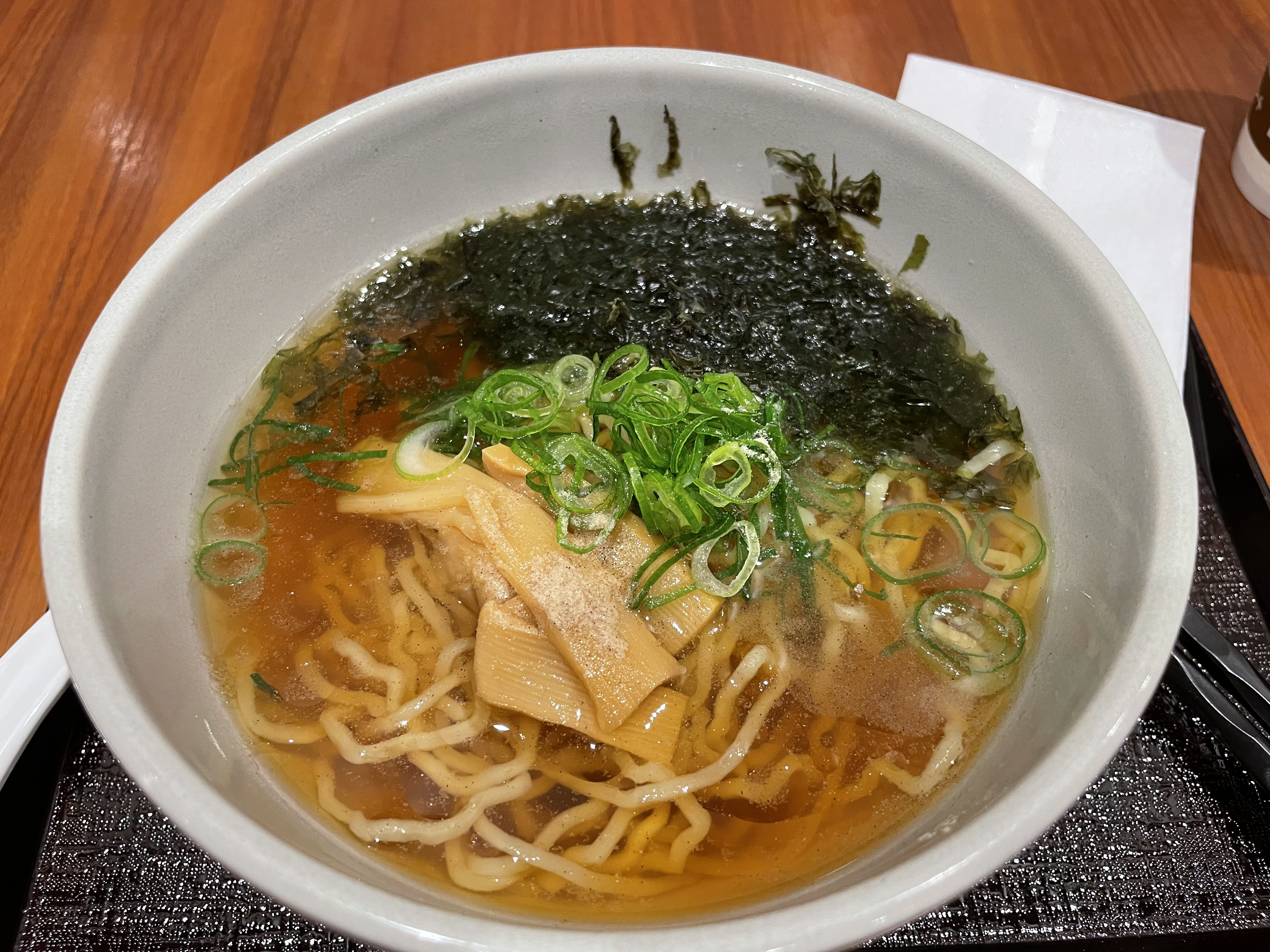
無料サービスの夜鳴きそば

全施設に男女別の大浴場があり、一部施設には天然温泉・サウナを設置している。ビュッフェ形式の朝食も特徴的で、「味めぐり小鉢横丁」として一口分ずつ小鉢にしたものや、「ご当地逸品料理」としてご当地メニューを提供している（例：長崎の皿うどん、名古屋のひつまぶし、奈良の柿の葉寿司、等）
また、施設によっては長期滞在者も多いためにコインランドリーが設置されており、部屋にミニキッチンが設置されている施設もある。
アメニティも充実しており、専用の館内着やスリッパ、タオル等が提供されている。
夜食の時間帯（主に21:30～23:00/施設により時間は異なる）に「夜鳴きそば」の名称であっさりしょうゆ味のラーメンを、同時間帯以降（翌日1時まで）にチェックインした宿泊客については「ご麺なさい」の名称でカップラーメンをそれぞれ無料で提供している。
2015年（平成27年）には韓国・ソウルに海外初出店を実施した。

## ドーミーイン・御宿野乃 ホテルズグループ

### ドーミーイン
ドーミーインのベーシックブランド。天然温泉の名を称さない〇〇の湯は天然温泉ではない。

#### 北海道
- 狸の湯 ドーミーイン札幌ANNEX（北海道札幌市中央区）
- 天然温泉 天北の湯 ドーミーイン稚内（北海道稚内市）
- 天然温泉 天都の湯 ドーミーイン網走（北海道網走市）
- 天然温泉 常呂川の湯 ドーミーイン北見（北海道北見市）
- 天然温泉 神威の湯 ドーミーイン旭川（北海道旭川市）
- 天然温泉 樽前の湯 ドーミーイン苫小牧（北海道苫小牧市）
- 天然温泉 白樺の湯 ドーミーイン帯広（北海道帯広市）
- 天然温泉 幸鐘の湯 ドーミーイン東室蘭（北海道室蘭市）

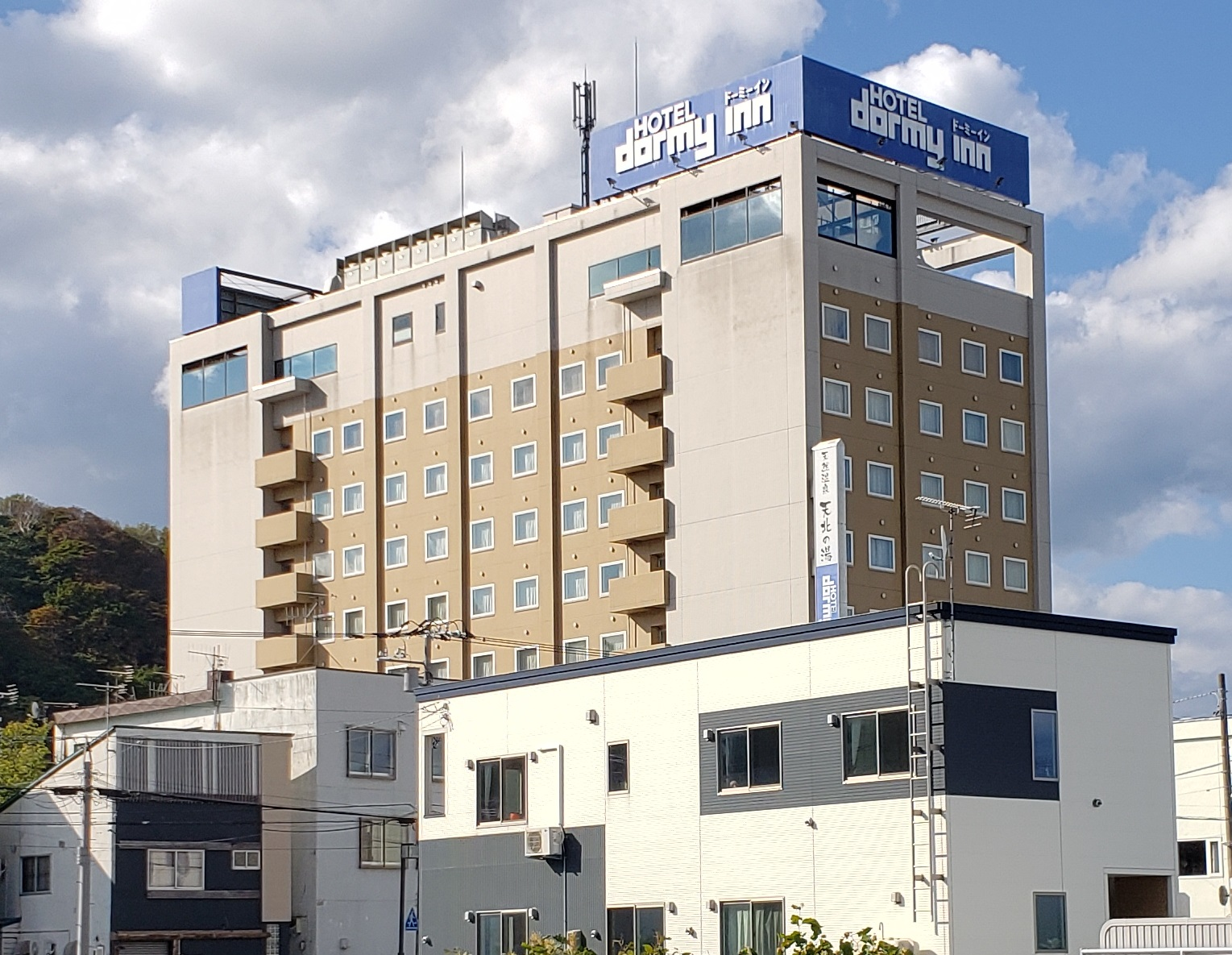
ドーミーイン稚内
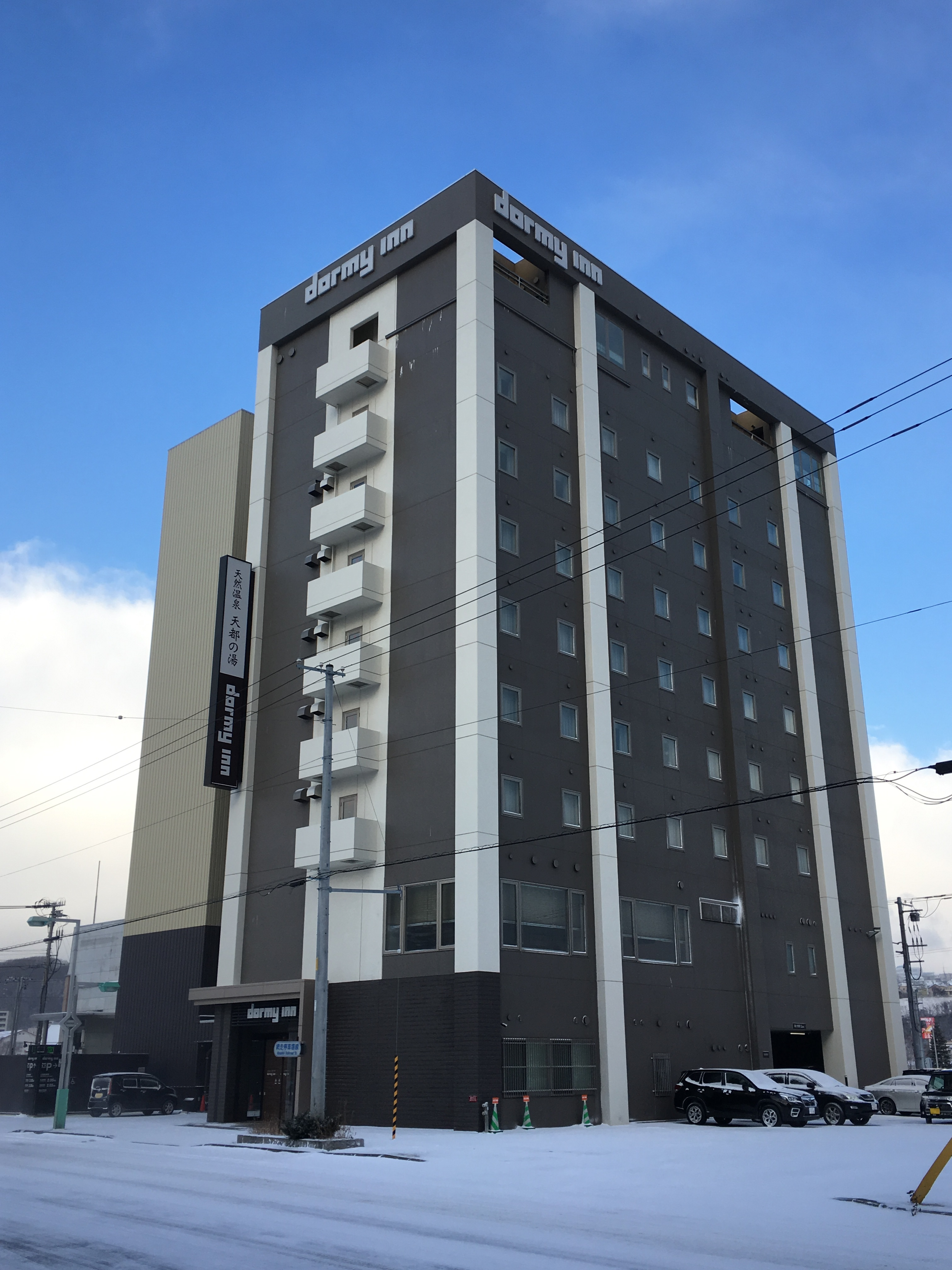
ドーミーイン網走
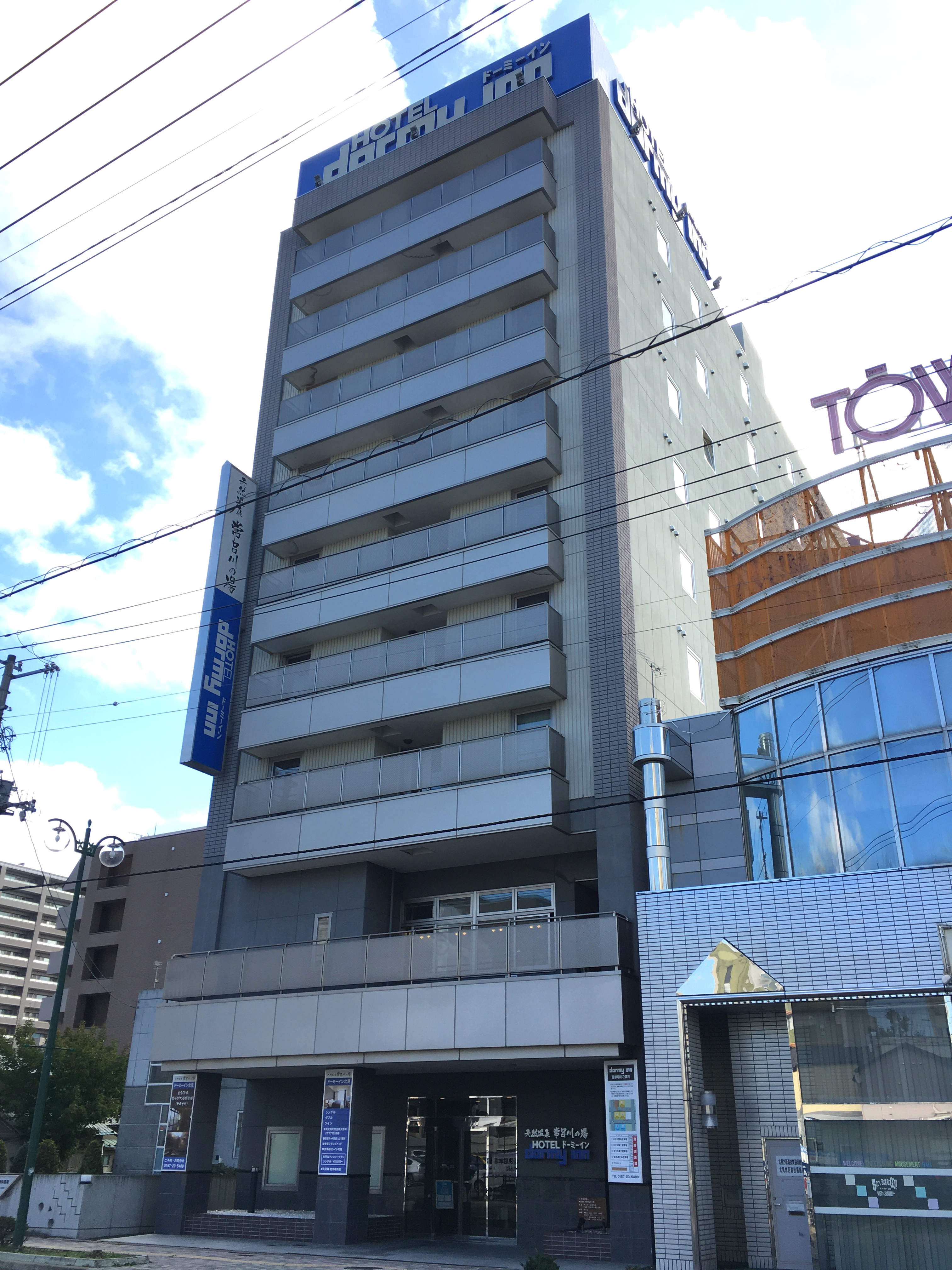
ドーミーイン北見
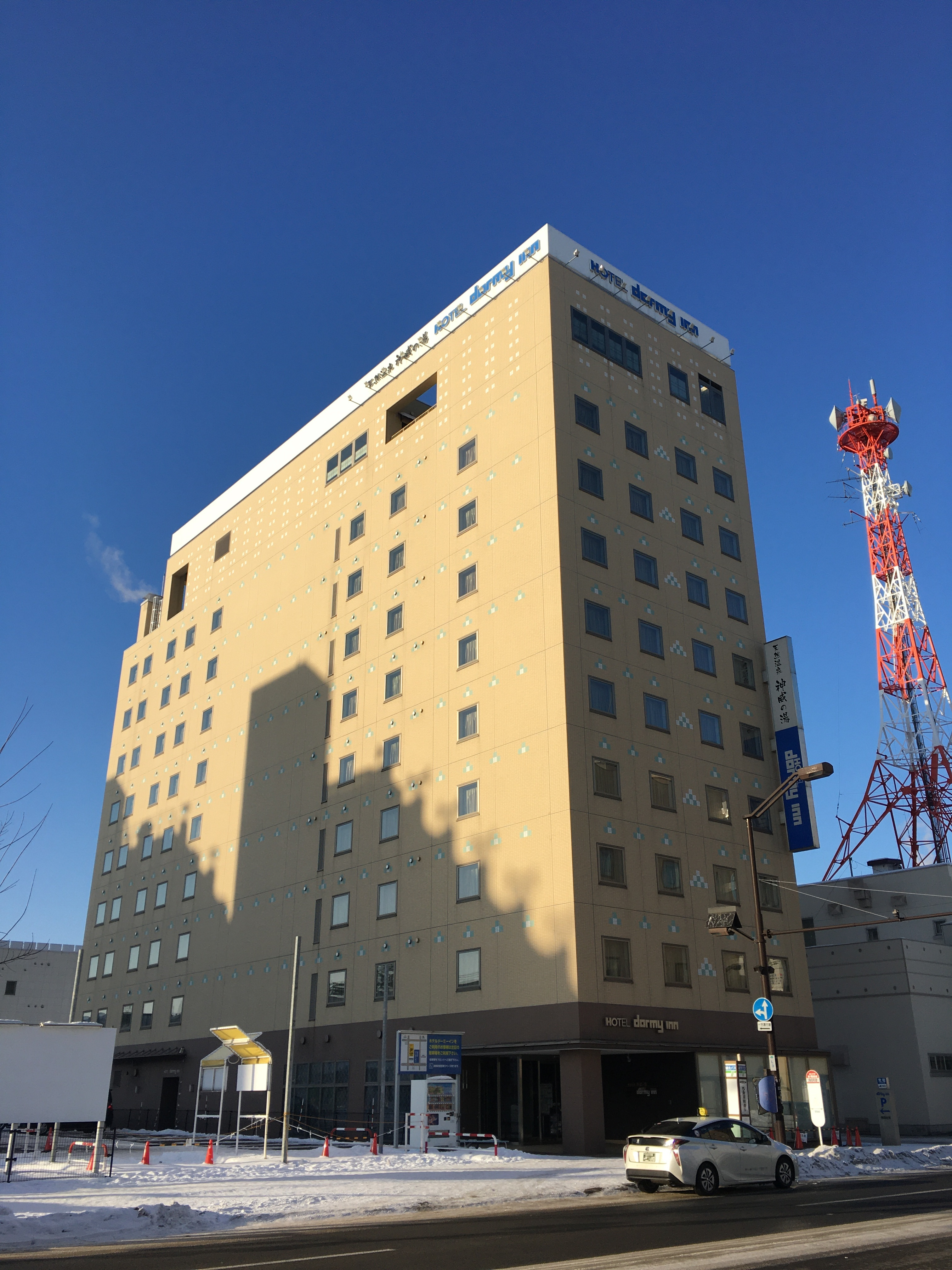
ドーミーイン旭川
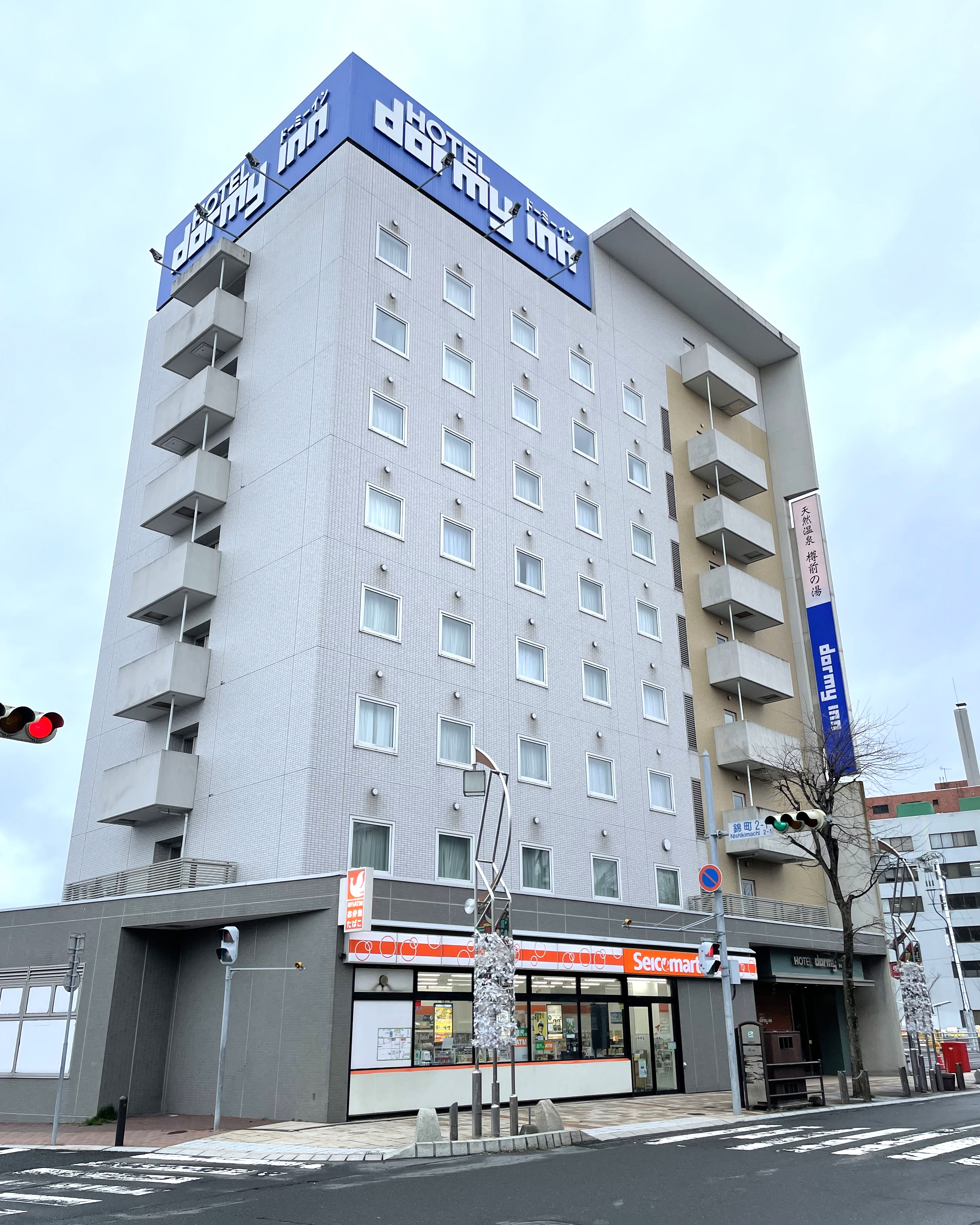
ドーミーイン苫小牧
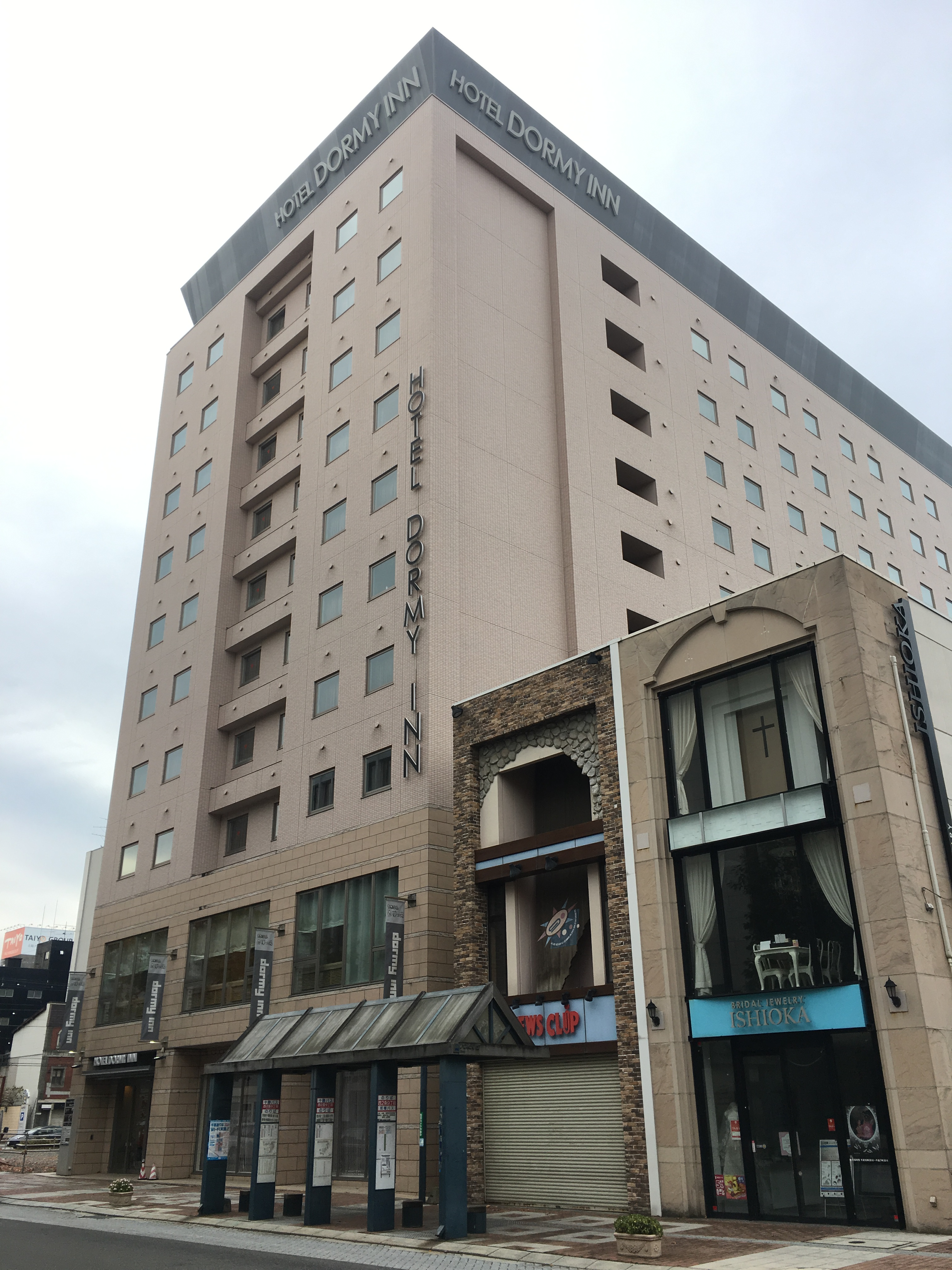
ドーミーイン帯広
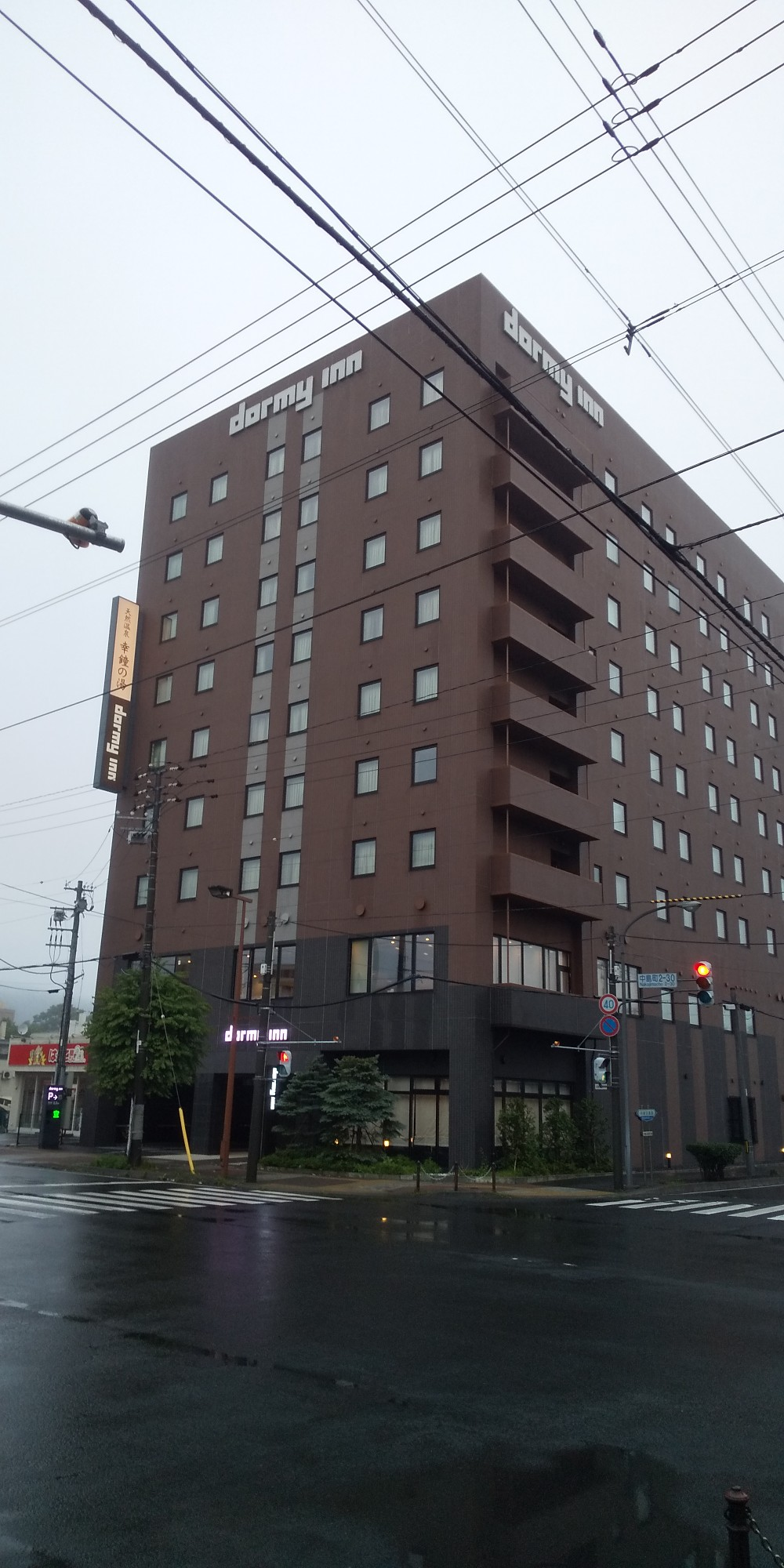
ドーミーイン東室蘭

#### 東北
- 天然温泉 岩木桜の湯 ドーミーイン弘前（青森県弘前市）
- 天然温泉 淡雪の湯 ドーミーイン青森（青森県青森市）
- 天然温泉 南部の湯 ドーミーイン本八戸（青森県八戸市）
- 天然温泉 さんさの湯 ドーミーイン盛岡（岩手県盛岡市） - 所有者：タカラレーベン不動産投資法人[7]
- 中通温泉 こまちの湯 ドーミーイン秋田（秋田県秋田市）
- 天然温泉 青葉の湯 ドーミーイン仙台ANNEX（宮城県仙台市青葉区）
- 天然温泉 萩の湯 ドーミーイン仙台駅前（宮城県仙台市青葉区）

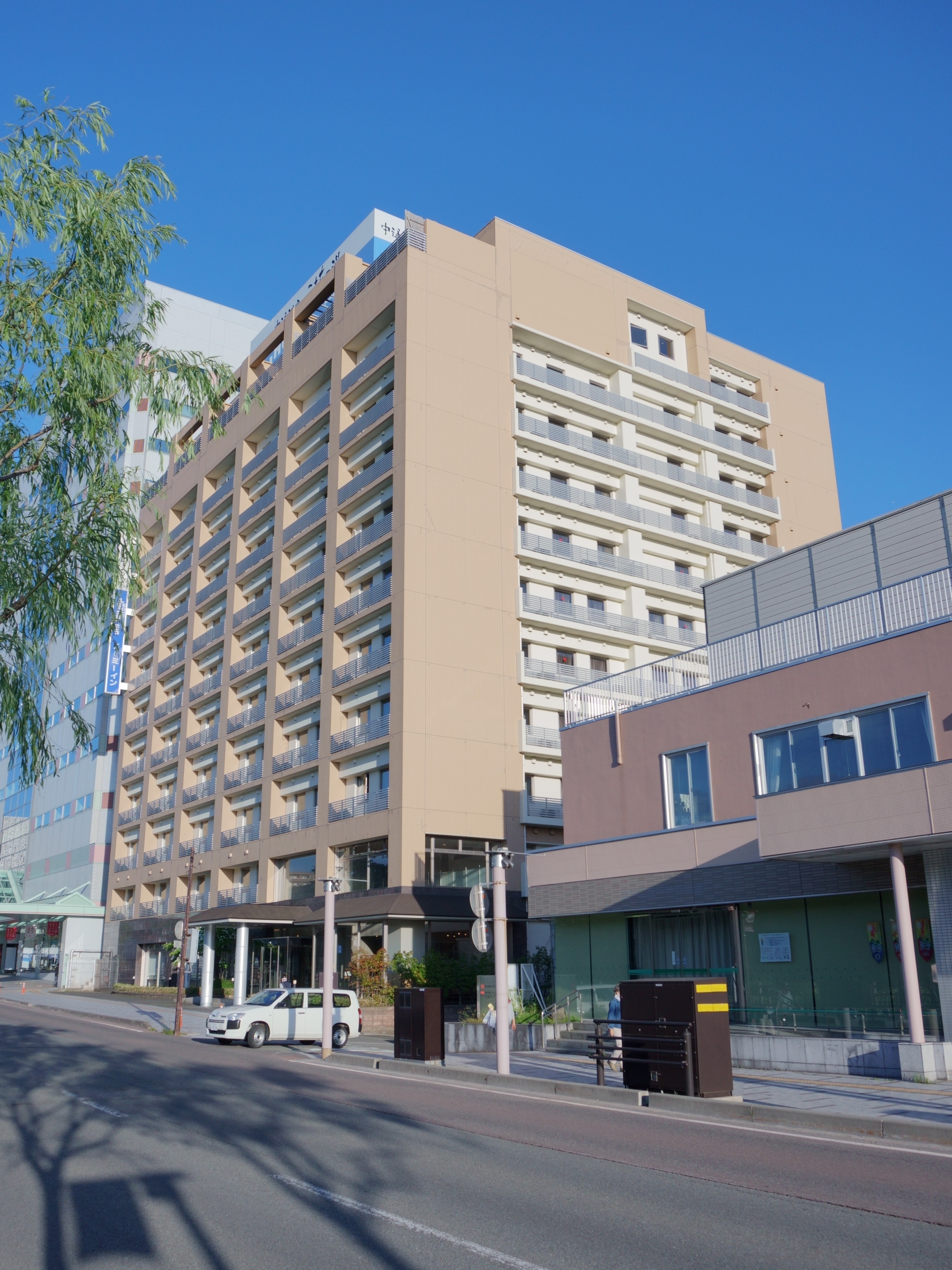
ドーミーイン秋田

#### 関東・甲信越
東京
- 亀島川温泉 新川の湯 ドーミーイン東京八丁堀（東京都中央区）
- 徒士の湯 ドーミーイン上野・御徒町（東京都台東区）
- すえひろの湯 ドーミーイン秋葉原（東京都千代田区）
- 春日の湯 ドーミーイン後楽園（東京都文京区）
- 天然温泉 豊穣の湯 ドーミーイン池袋（東京都豊島区） - 所有者：伊藤忠都市開発→芙蓉総合リース[8][9]

関東
- 天然温泉 香梅の湯 ドーミーイン水戸（茨城県水戸市） - 所有者：タカラレーベン[10]
- 榛名の湯 ドーミーイン高崎（群馬県高崎市）
- 天然温泉 妙義の湯 ドーミーイン前橋（群馬県前橋市）
- 天然温泉 そが浜の湯 ドーミーイン千葉City Soga（旧ドーミーイン蘇我）（千葉県千葉市中央区）
- 天然温泉 扇浜の湯 ドーミーイン川崎（神奈川県川崎市） - 所有者：住友商事[11]

甲信越
- 天然温泉 多宝の湯 ドーミーイン新潟（旧ドーミーイン新潟本館&ANNEX）（新潟県新潟市中央区）
- 天然温泉 善光の湯 ドーミーイン長野（長野県長野市）
- 天然温泉 梓の湯 ドーミーイン松本（長野県松本市）
- 天然温泉 甲斐路の湯 ドーミーイン甲府（山梨県甲府市）
- 天然温泉 勝運の湯 ドーミーイン甲府丸の内（山梨県甲府市）

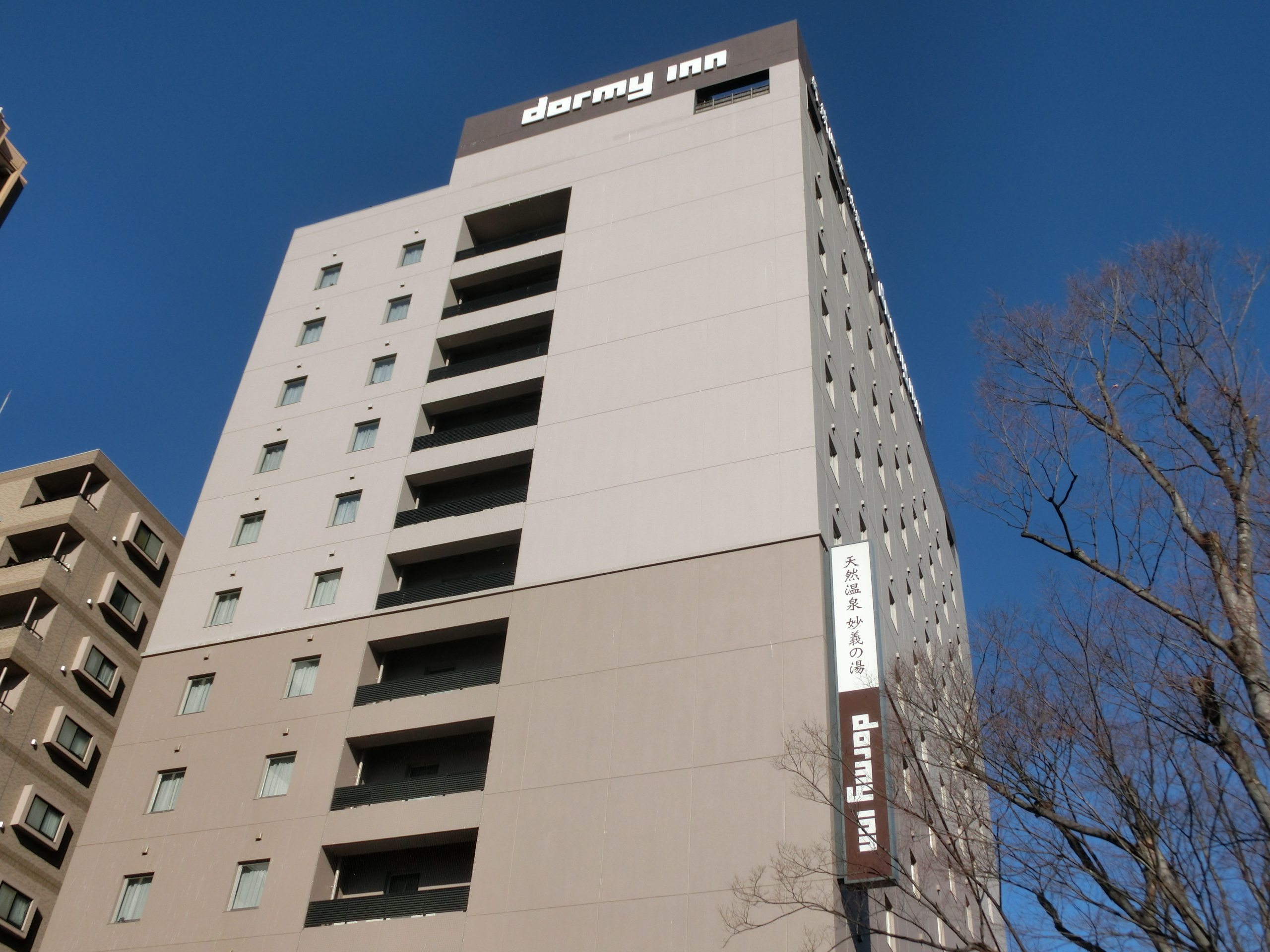
ドーミーイン前橋
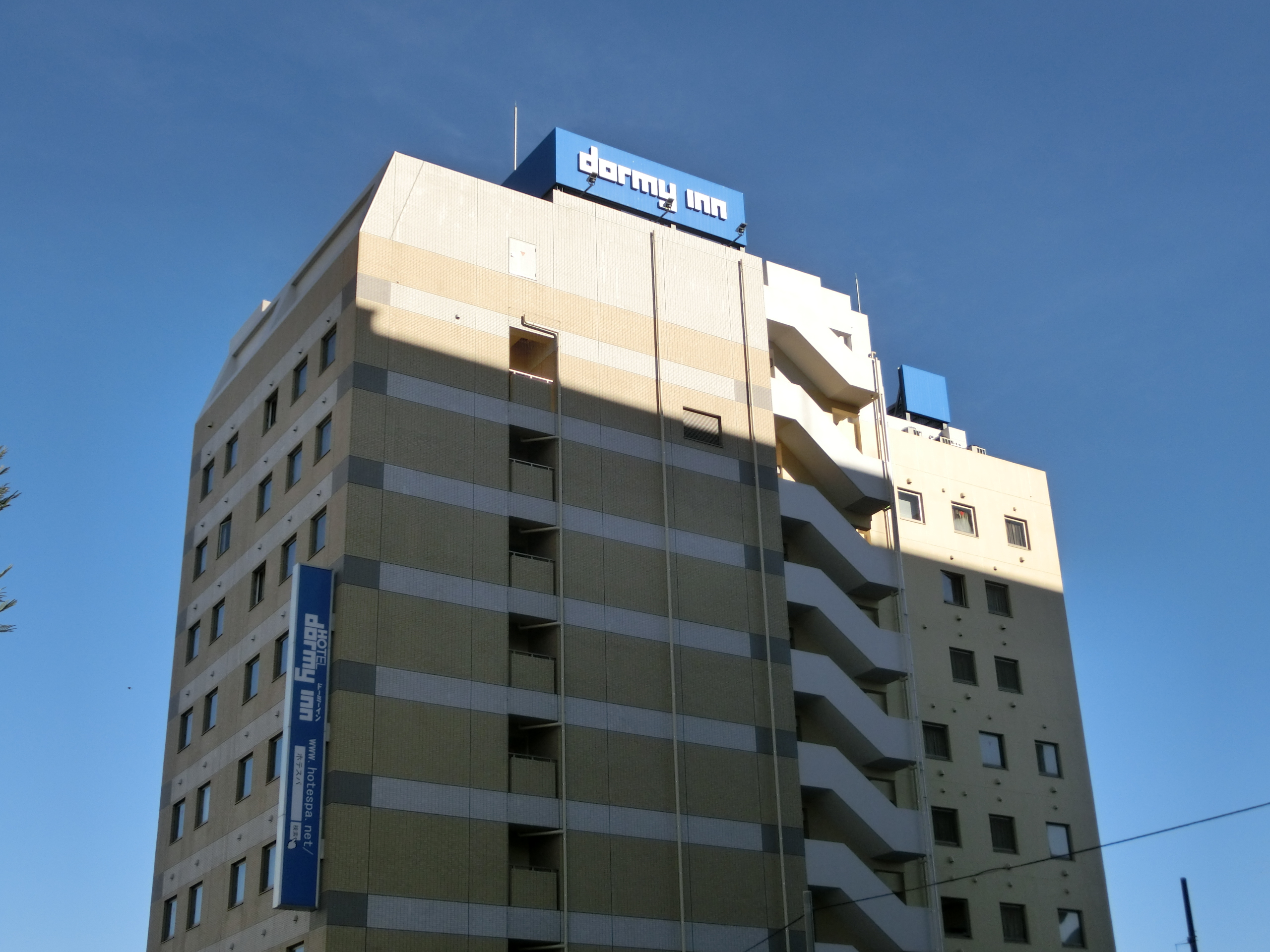
ドーミーイン高崎
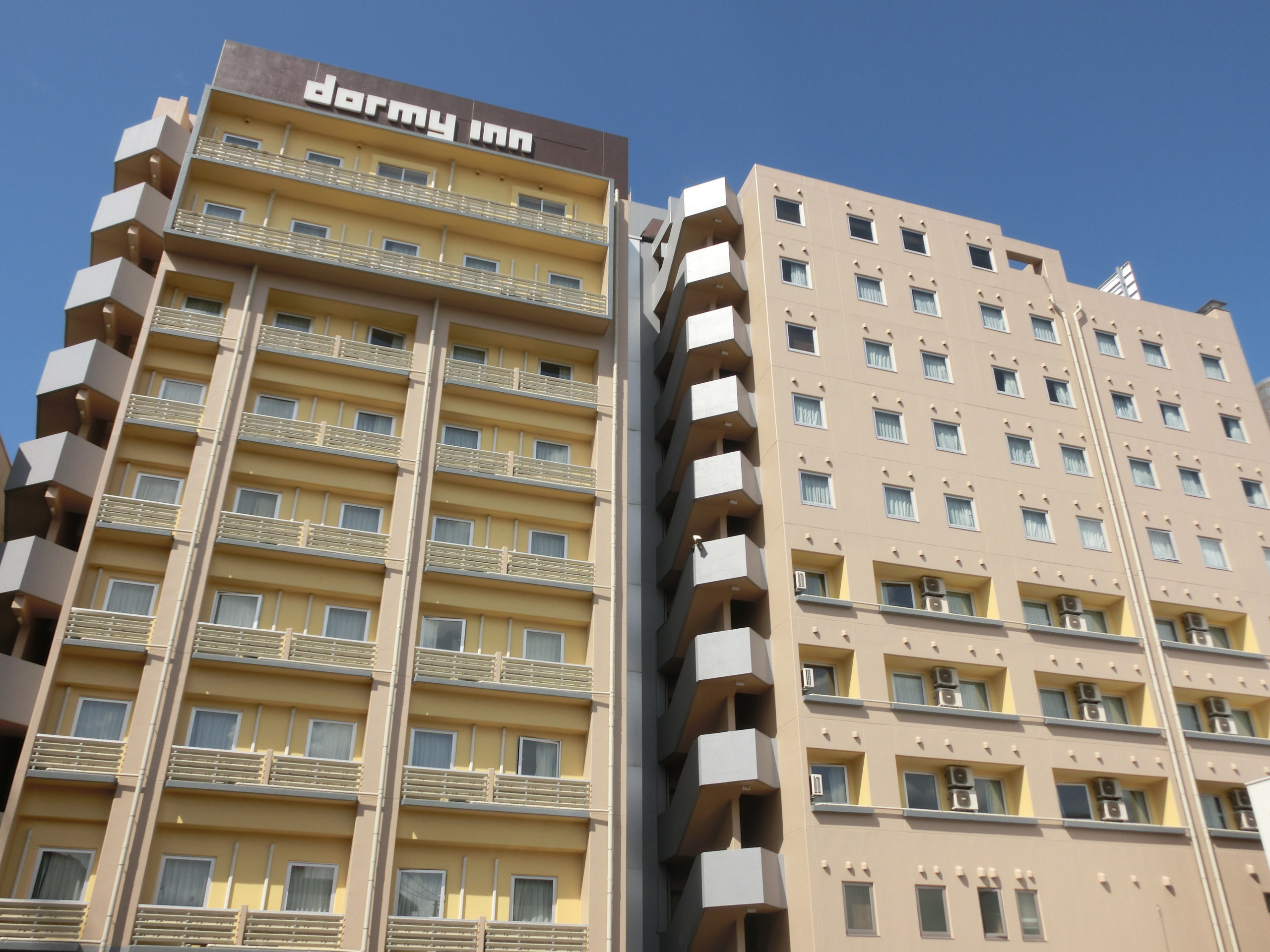
ドーミーイン新潟
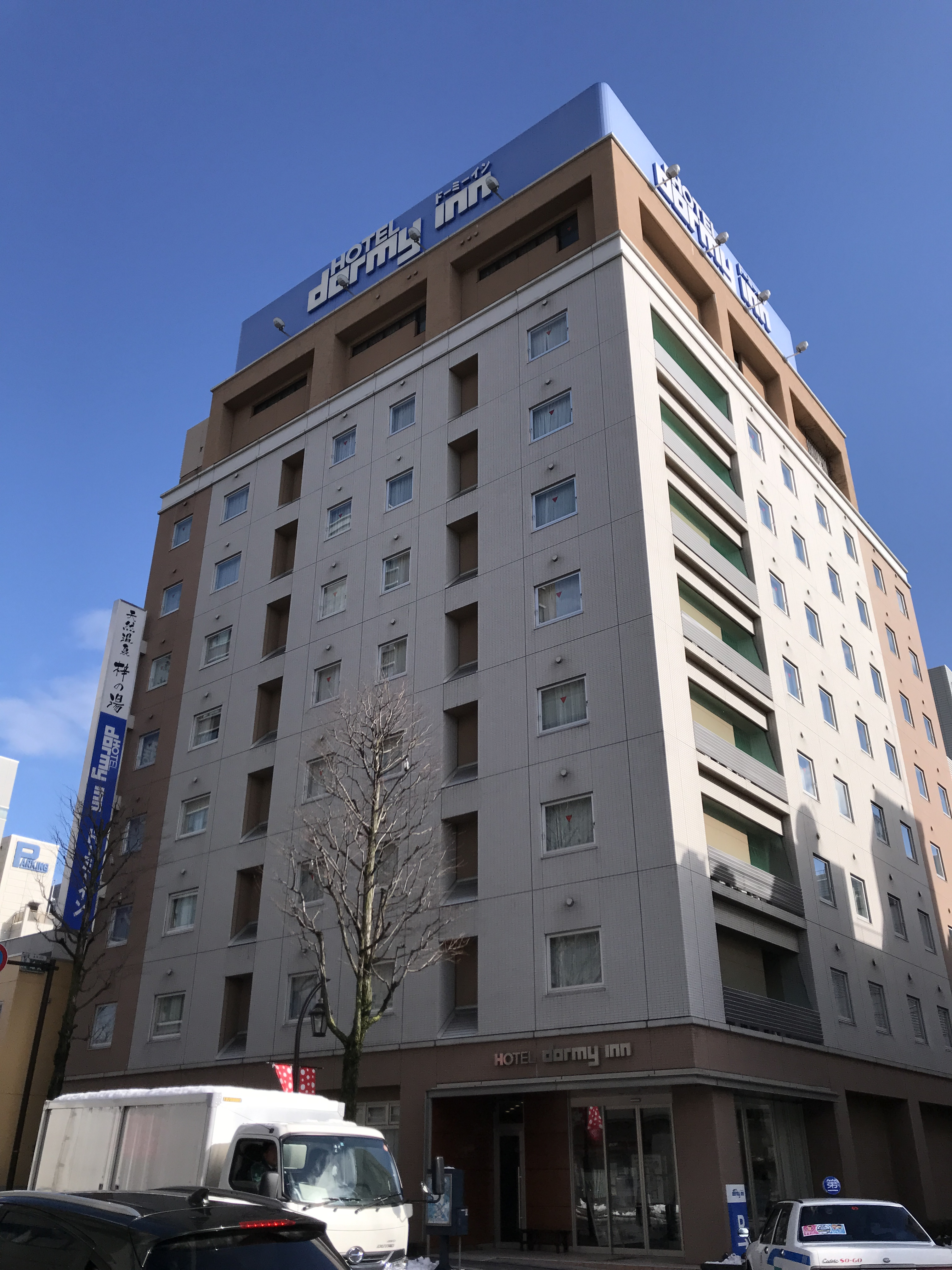
ドーミーイン松本
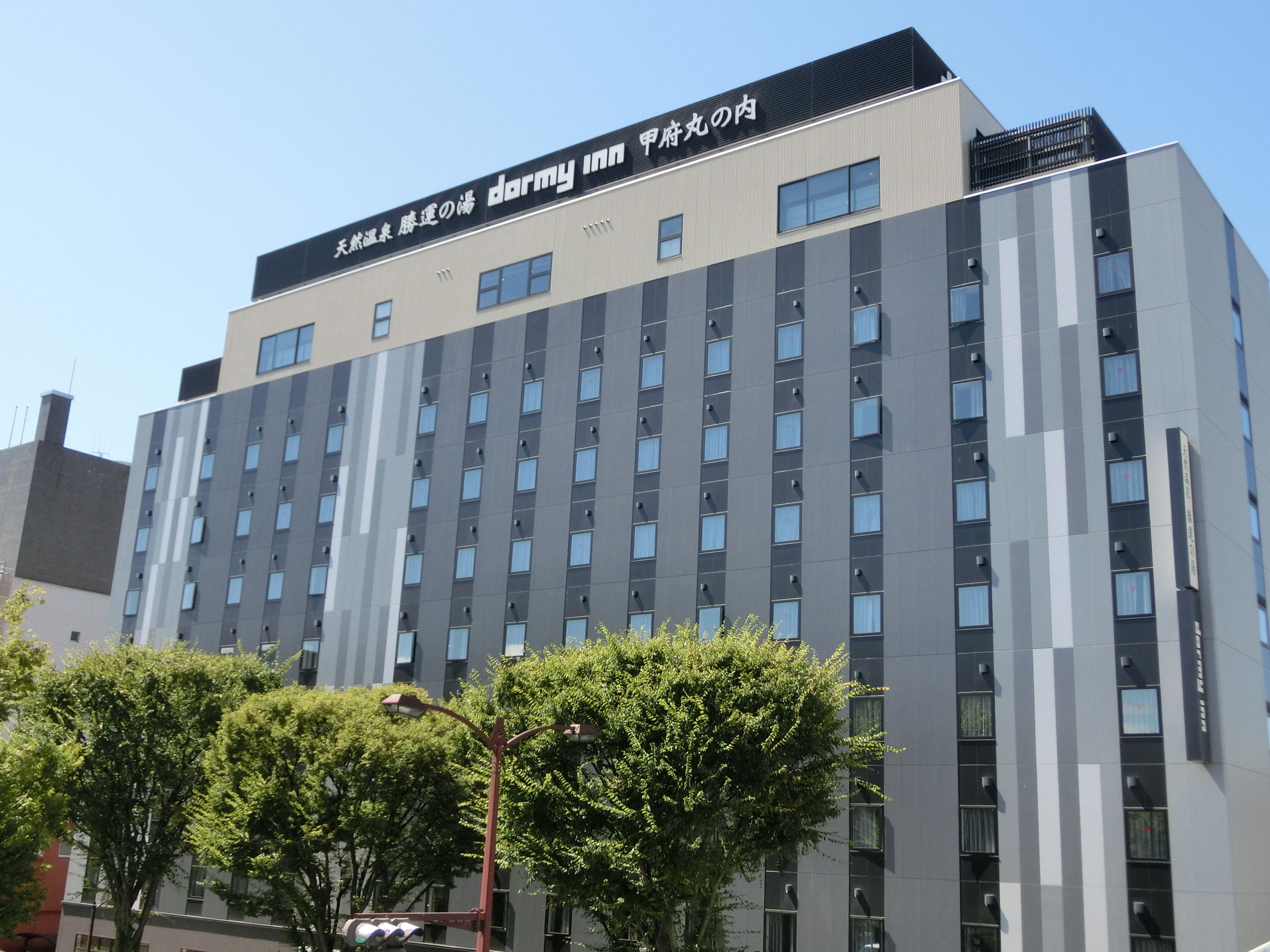
ドーミーイン甲府丸の内

#### 中部・北陸
中部
- 天然温泉 富嶽の湯 ドーミーイン三島（静岡県三島市）
- 天然温泉 金華の湯 ドーミーイン岐阜駅前（岐阜県岐阜市）
- 天然温泉 けやきの湯 ドーミーイン津（三重県津市）

北陸
- 天然温泉 剣の湯 ドーミーイン富山（富山県富山市）
- 天然温泉 加賀の湧湯 ドーミーイン金沢（石川県金沢市）
- 天然温泉 若狭の湯 ドーミーイン敦賀（福井県敦賀市）

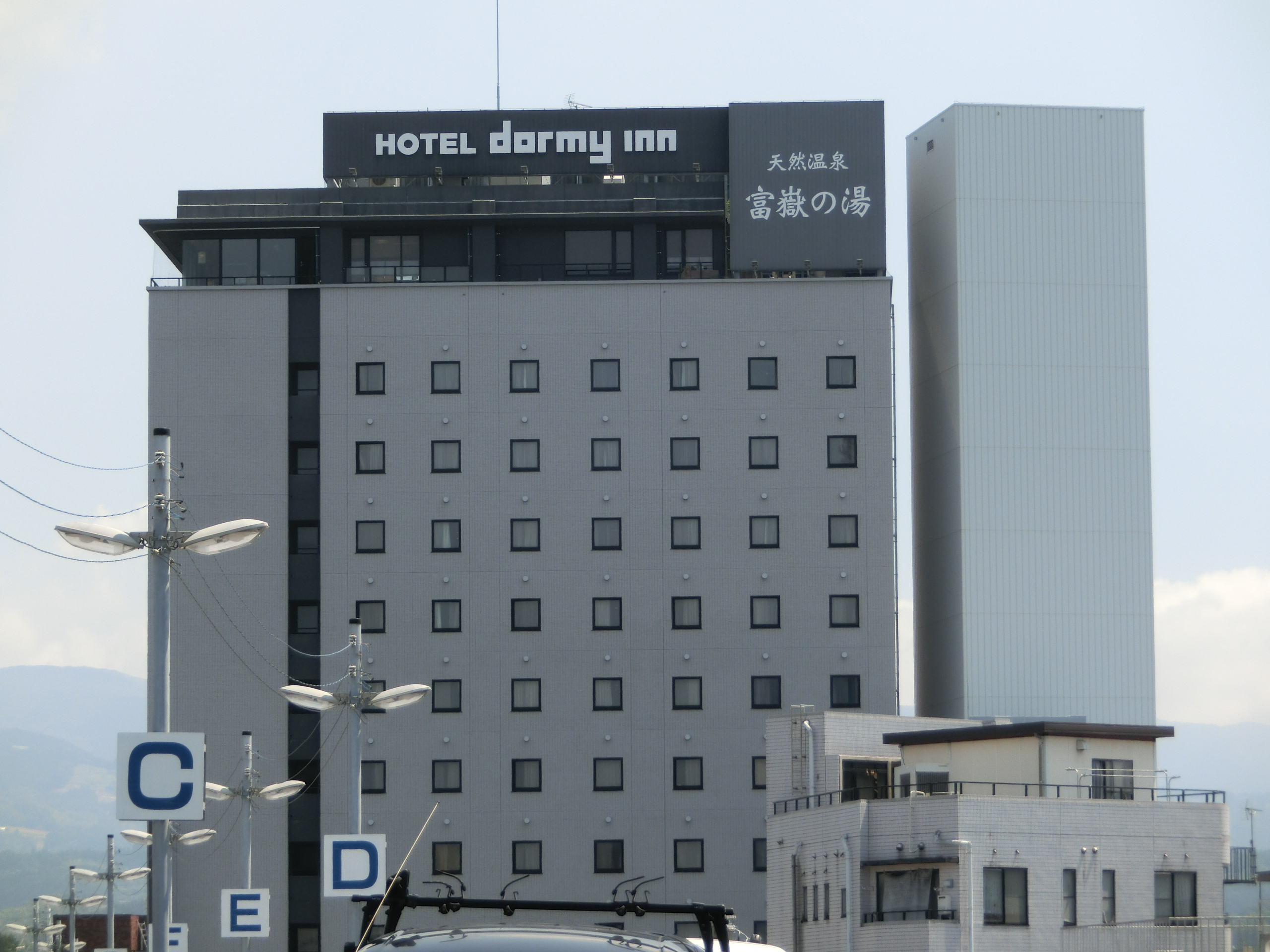
ドーミーイン三島
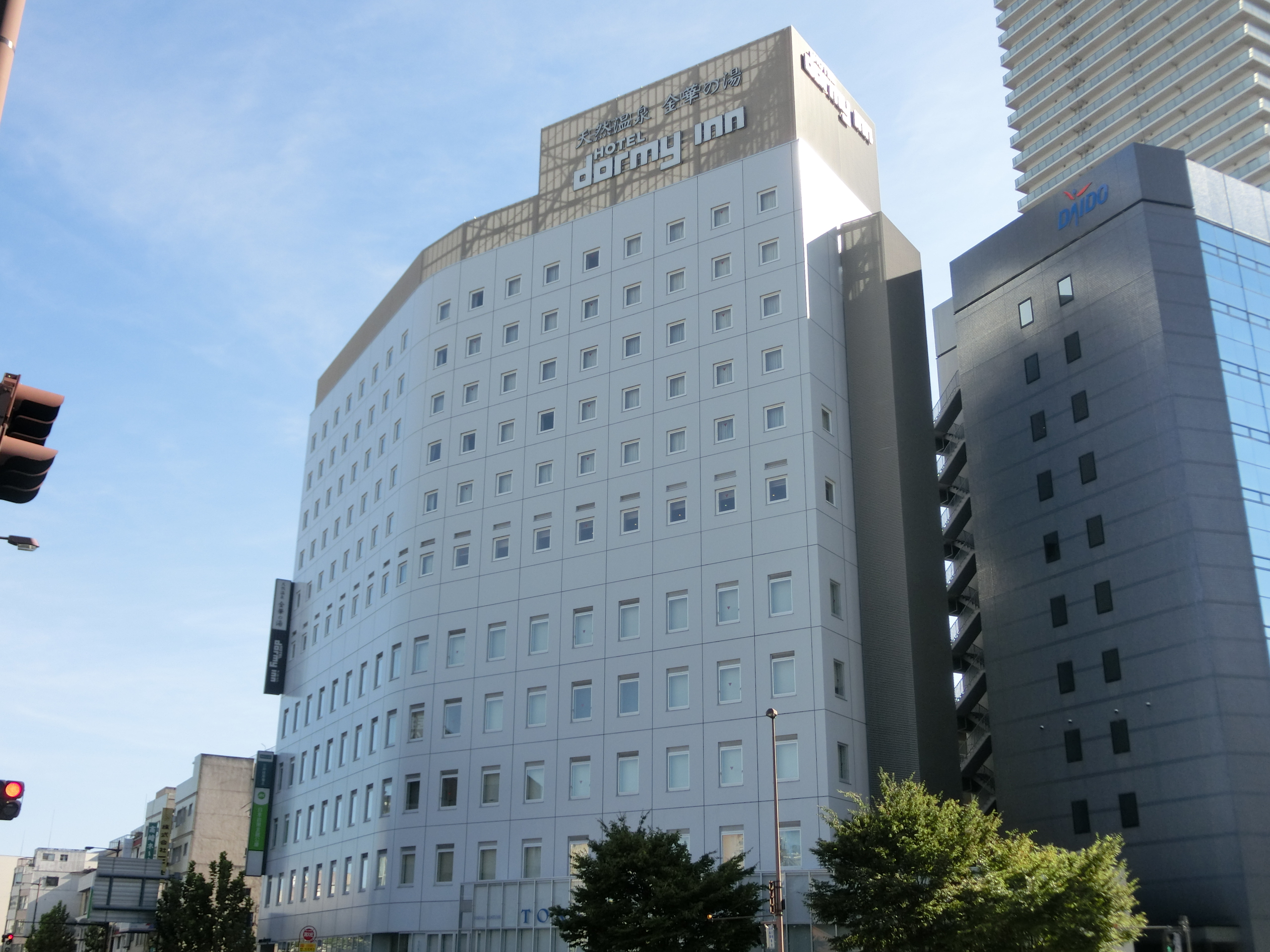
ドーミーイン岐阜駅前
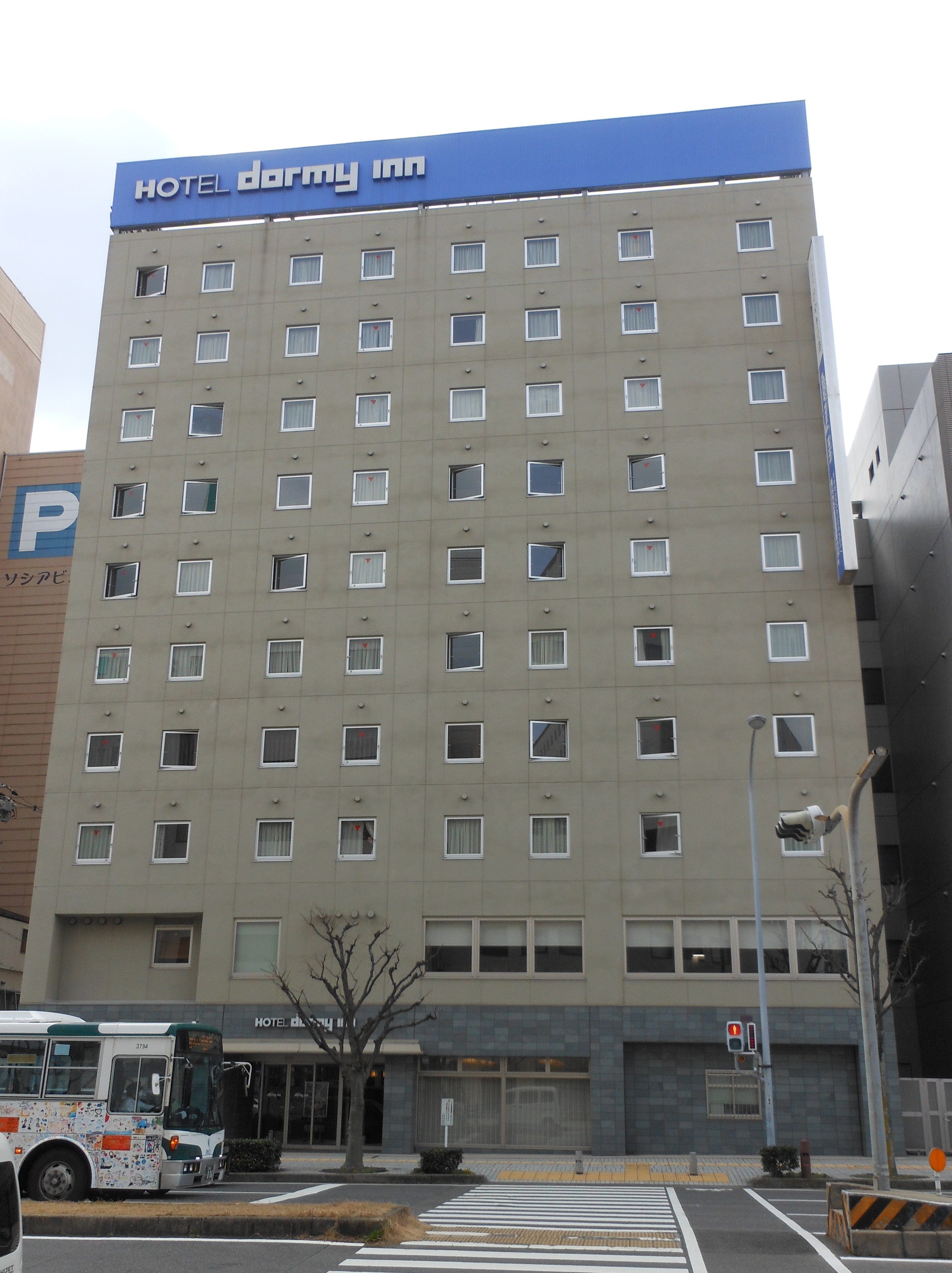
ドーミーイン津

#### 関西
大阪
- 天然温泉 浪華の湯 ドーミーイン大阪谷町（大阪府大阪市中央区） - 所有者：住友商事[12]

関西
- 天然温泉 白鷺の湯 ドーミーイン姫路（兵庫県姫路市）
- 天然温泉 浪漫湯 ドーミーイン神戸元町（神戸市中央区）

#### 中国・四国
中国
- 天然温泉 吉備の湯　ドーミーイン岡山（岡山県岡山市北区）
- 天然温泉 阿智の湯 ドーミーイン倉敷（岡山県倉敷市）
- 安芸の湯 ドーミーイン広島（広島県広島市中区）
- 天然温泉 芸州の湯 ドーミーイン広島ANNEX（広島県広島市中区） - 所有：戸田建設グループ
- 天然温泉 八雲の湯 ドーミーイン出雲（島根県出雲市）

四国
- さぬきの湯 ドーミーイン高松（香川県高松市）
- 天然温泉 玉藻の湯 ドーミーイン高松中央公園前（香川県高松市）
- 天然温泉 石手の湯 ドーミーイン松山（愛媛県松山市） - 所有：タカラレーベン不動産投資法人[13]
- 天然温泉 紺碧の湯 ドーミーイン高知（高知県高知市）

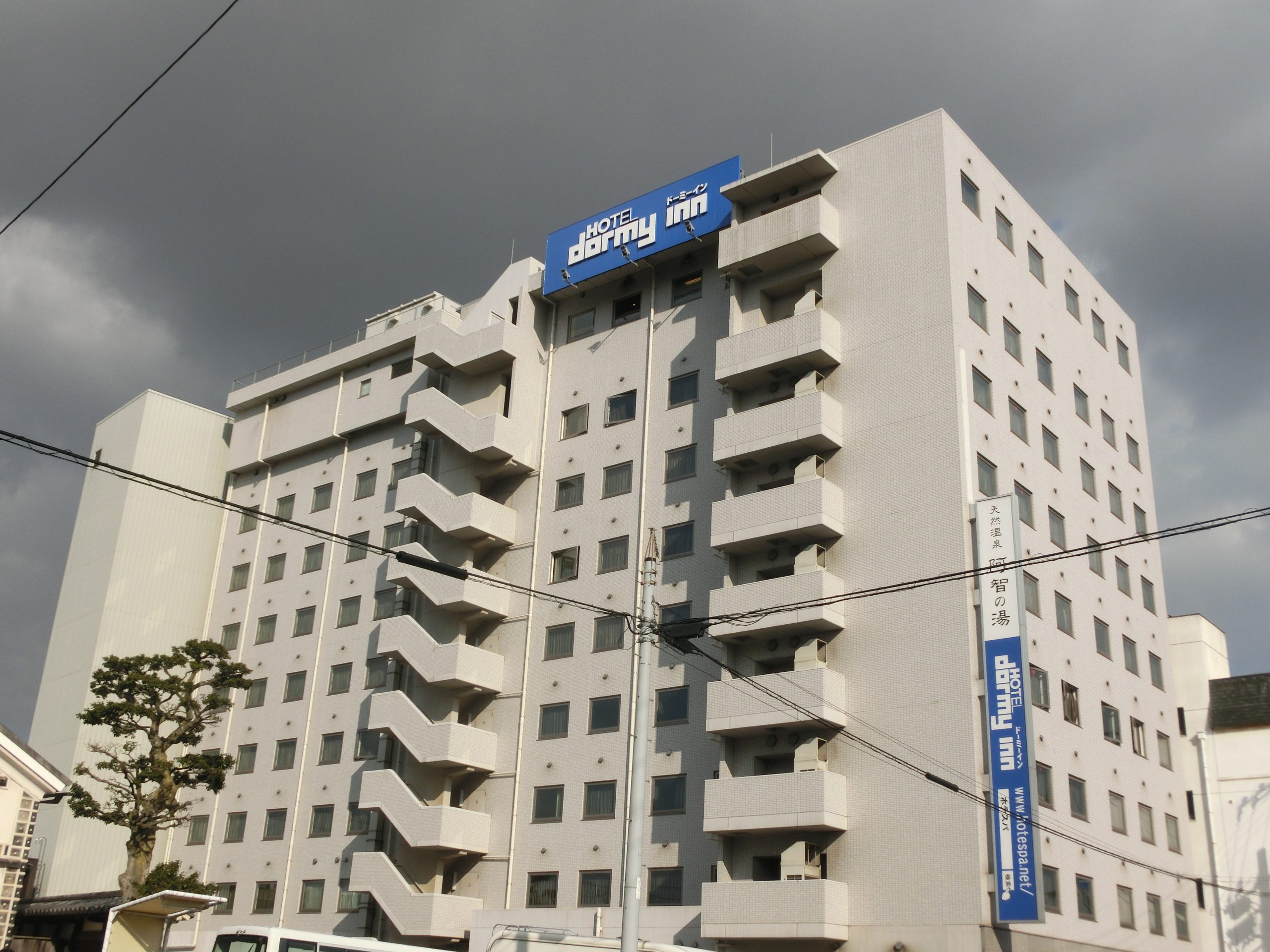
ドーミーイン倉敷
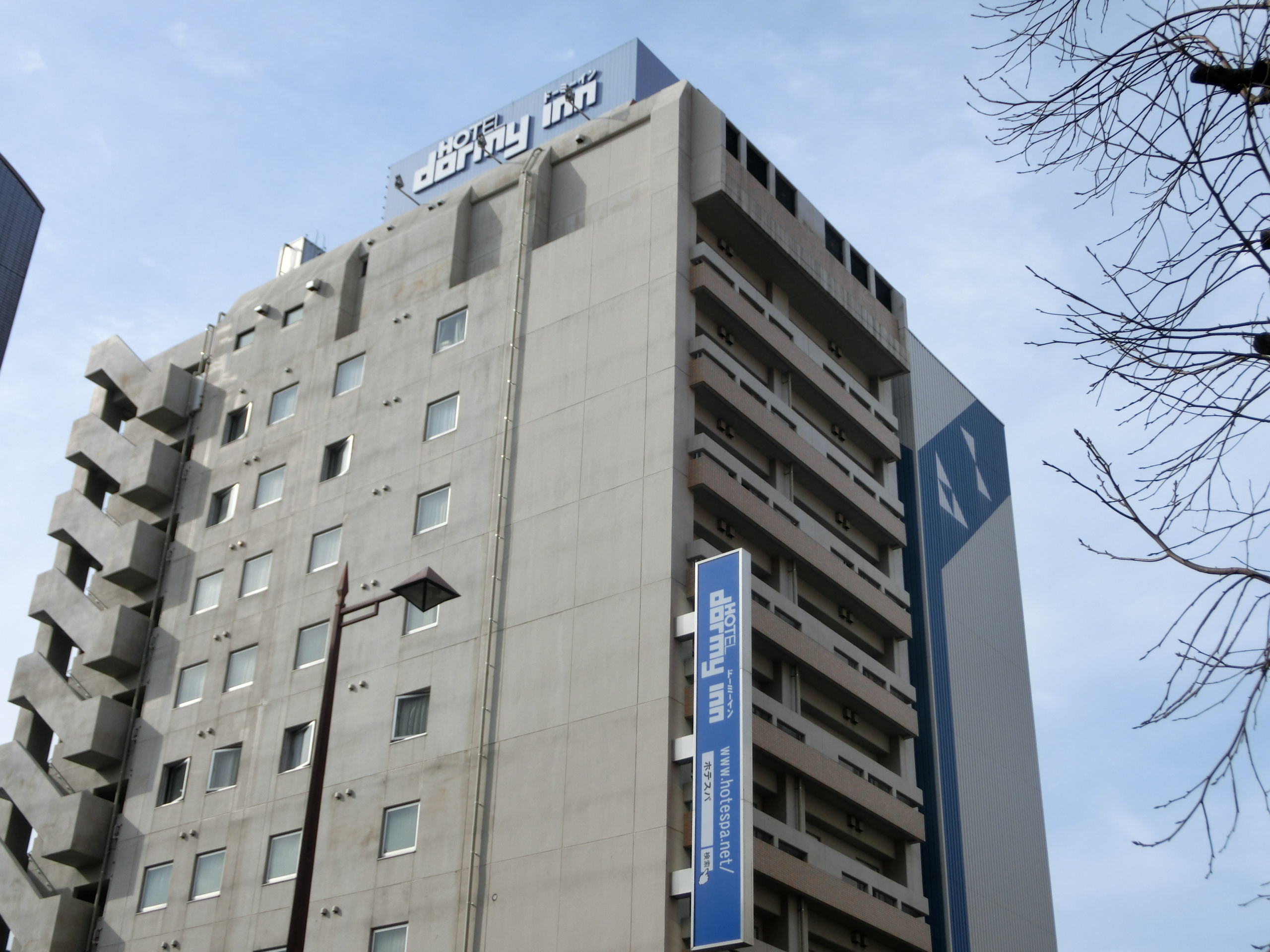
ドーミーイン高松

#### 九州
- 天然温泉 御笠の湯 ドーミーイン博多祇園（福岡県福岡市博多区） - 所有者：日本都市ファンド投資法人[14]
- 天然温泉 白糸の湯 ドーミーイン大分（大分県大分市）
- 出島の湯 ドーミーイン長崎新地中華街（旧ドーミーイン長崎）（長崎県長崎市）
- 天然温泉 六花の湯 ドーミーイン熊本（熊本県熊本市中央区） - 所有者：ジャパン・ホテル・リート投資法人[15]
- 天然温泉 日向の湯 ドーミーイン宮崎（宮崎県宮崎市）
- 天然温泉 霧桜の湯 ドーミーイン鹿児島（鹿児島県鹿児島市）

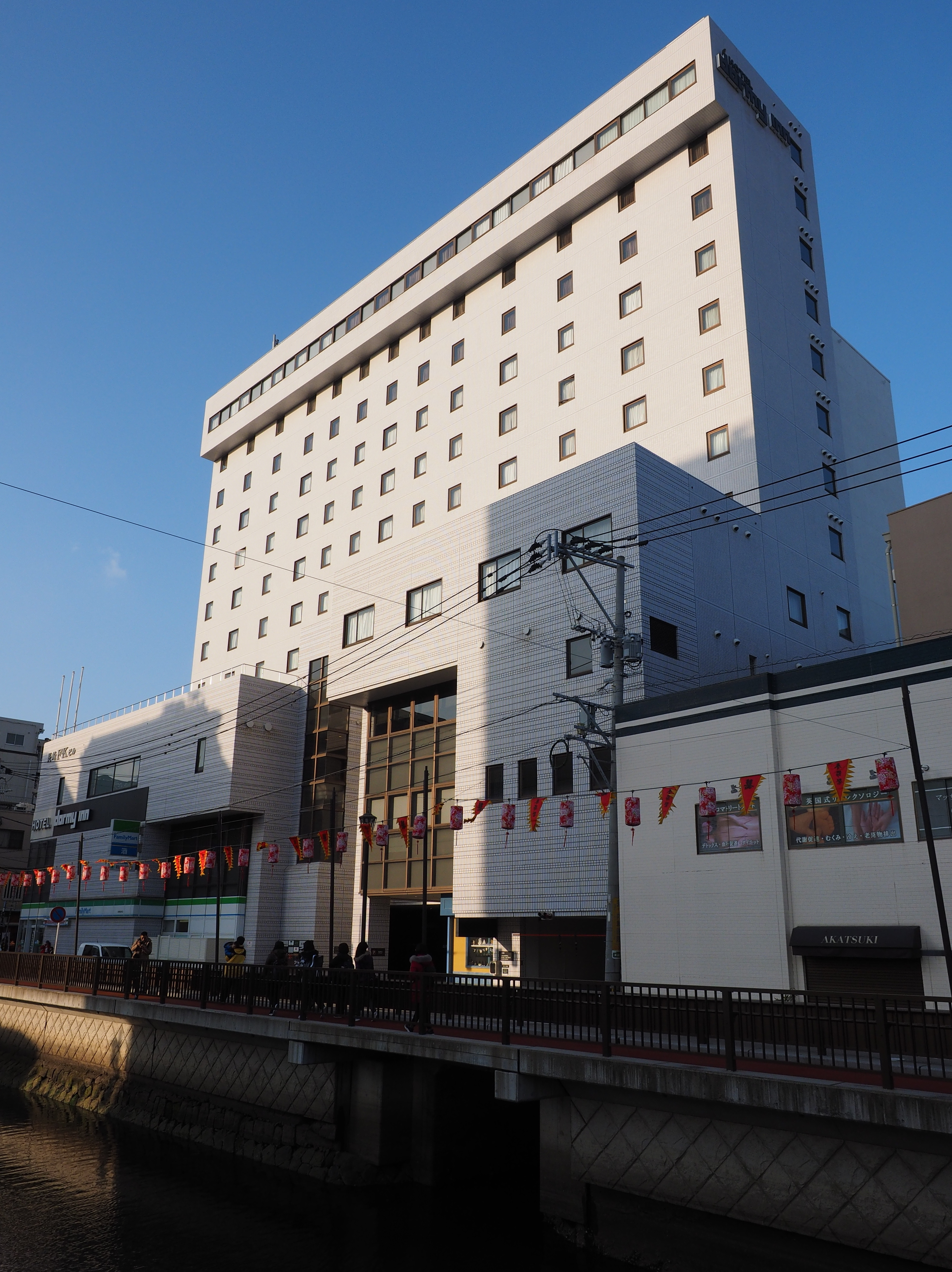
ドーミーイン長崎新地中華街

#### 海外・韓国
- ドーミーインSEOULカンナム（韓国・ソウル市）

### ドーミーインPREMIUM
ドーミーインのハイエンドブランドであり、観光ニーズに対応し、ツイン・和洋室などを設置している。

#### 北海道
- 石狩の湯 ドーミーインPREMIUM札幌（北海道札幌市中央区）
- 天然温泉 灯の湯 ドーミーインPREMIUM小樽（北海道小樽市）
- 天然温泉 幣舞の湯 ドーミーインPREMIUM釧路（旧ラビスタ釧路川）（北海道釧路市）
- 天然温泉 紫雲の湯 ラビスタ富良野ヒルズ（北海道富良野市）[16]

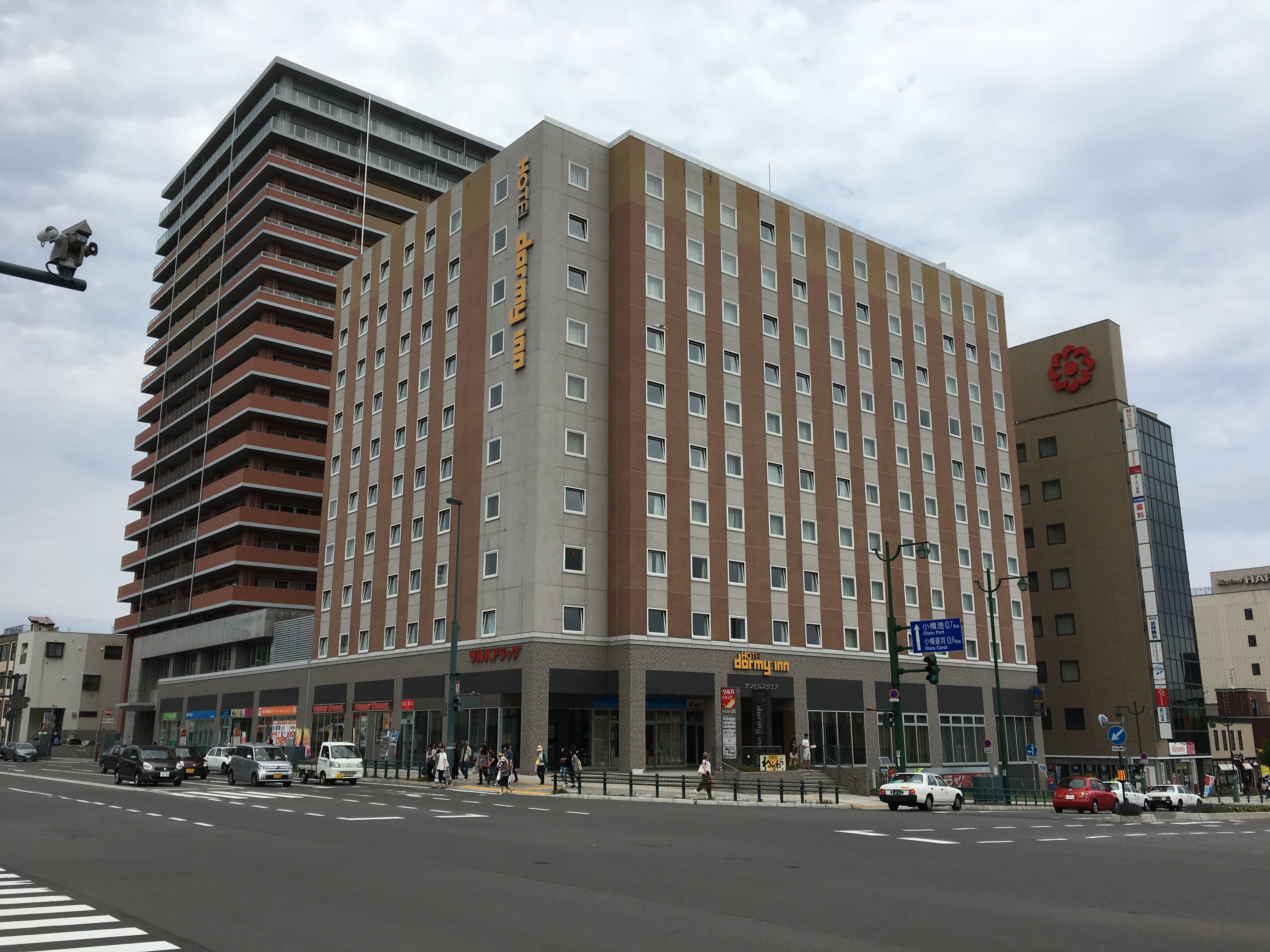
ドーミーインPREMIUM小樽
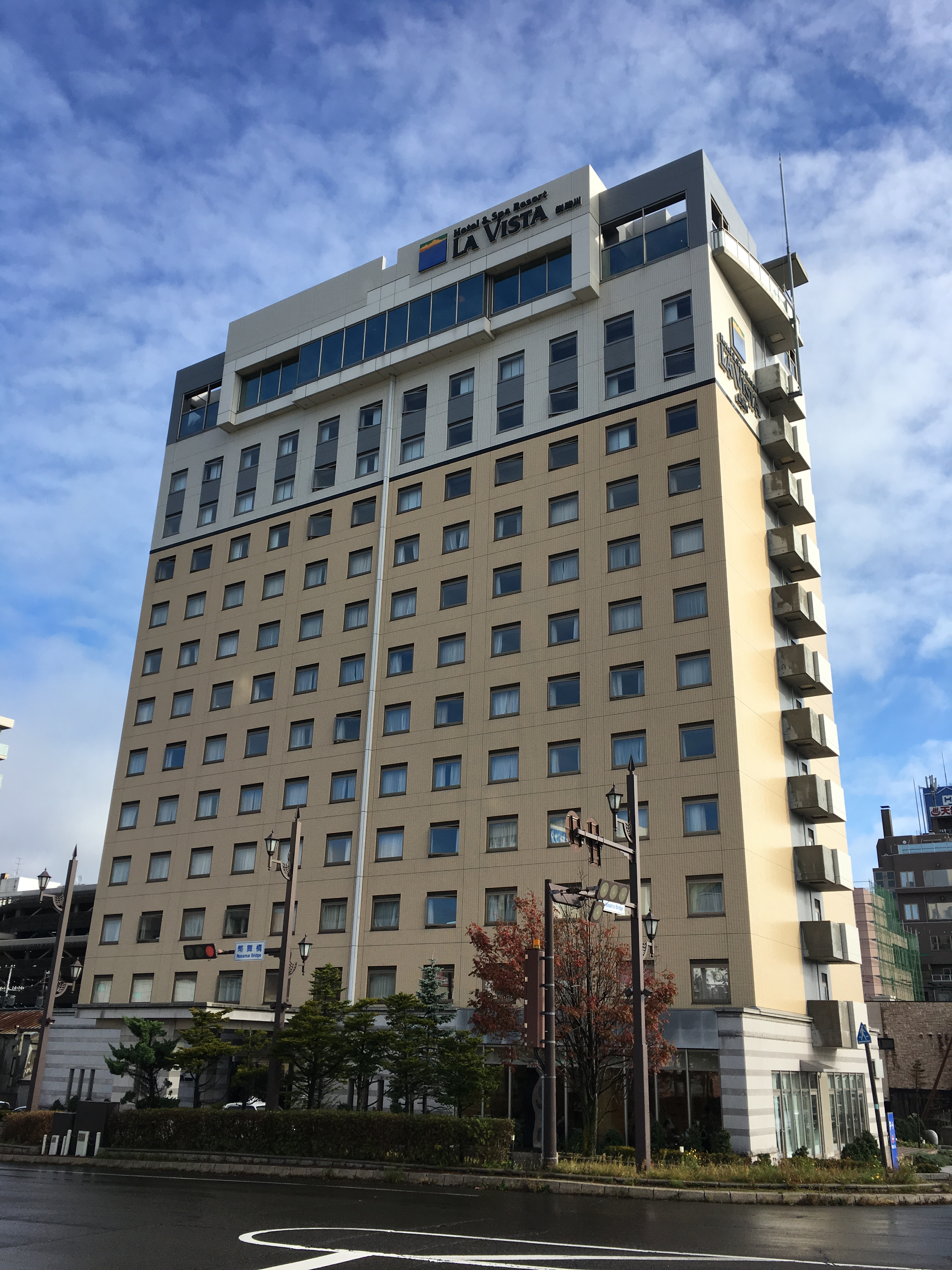
ドーミーインPREMIUM釧路

#### 関東・甲信越
- 伝馬の湯 ドーミーインPREMIUM東京小伝馬町（東京都中央区）
- 明神の湯 ドーミーインPREMIUM神田（東京都千代田区）
- ドーミーインPREMIUM 渋谷神宮前（東京都渋谷区）
- 天然温泉 七宝の湯 ドーミーインPREMIUM銀座（東京都中央区）

#### 中部・北陸
- 天然温泉 錦鯱の湯 ドーミーインPREMIUM名古屋栄（愛知県名古屋市中区）
- 天然温泉 羽二重の湯 ドーミーインPREMIUM福井（福井県福井市）

#### 関西
大阪
- 天然温泉 夕霧の湯 ドーミーインPREMIUMなんば（大阪府大阪市中央区） - 所有：池田グループ
- 天然温泉 朝霧の湯 ドーミーインPREMIUMなんばANNEX（大阪府大阪市中央区） - 所有：池田グループ
- 天然温泉 水都の湯 ドーミーインPREMIUM大阪北浜（大阪府大阪市中央区） - 所有：関電不動産開発[17]

関西
- 天然温泉 花蛍の湯 ドーミーインPREMIUM 京都駅前（京都府京都市下京区） - 所有：戸田建設グループ
- 天然温泉 紀州の湯 ドーミーインPREMIUM和歌山（和歌山県和歌山市）

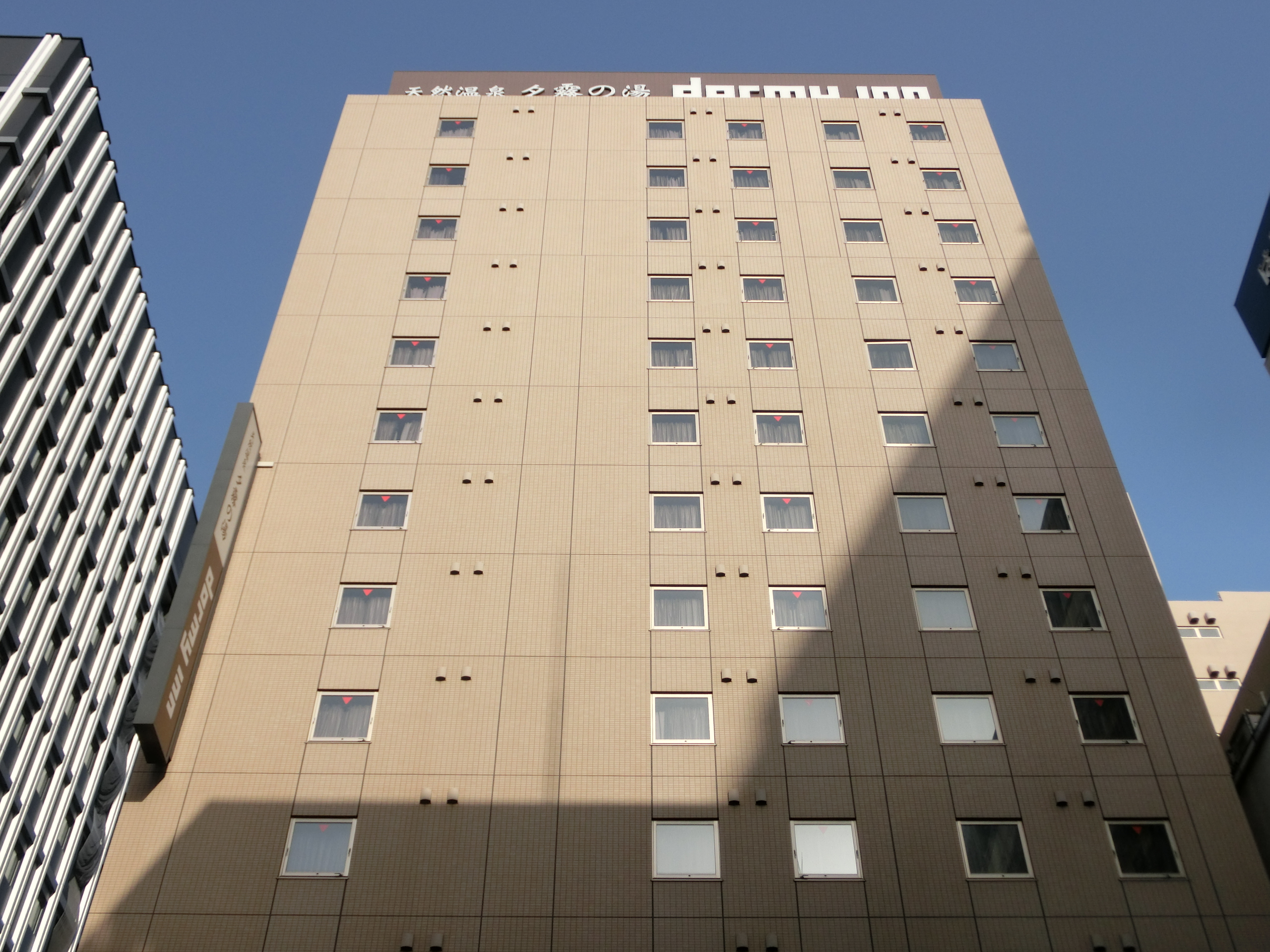
ドーミーインPREMIUMなんば

#### 中国・四国
- 天然温泉 関門の湯 ドーミーインPREMIUM下関（山口県下関市）

#### 九州
- 天然温泉 袖湊の湯 ドーミーインPREMIUM 博多・キャナルシティ前（福岡県福岡市博多区）
- 天然温泉 鶴港の湯 ドーミーインPREMIUM長崎駅前（長崎県長崎市）

### 御宿 野乃
ドーミーインブランドの和風プレミアムホテル。「おんやど のの」と読む。
- 天然温泉 杜都の湯 御宿 野乃 仙台（宮城県仙台市青葉区）
- 天然温泉 凌雲の湯 御宿 野乃 浅草（東京都台東区）
- 天然温泉 凌天の湯 御宿 野乃 浅草別邸（東京都台東区）
- 天然温泉 あづみの湯 御宿 野乃 松本（長野県松本市）
- 天然温泉 剱の湯 御宿 野乃 富山（富山県富山市）
- 天然温泉 加賀の宝泉 御宿 野乃 金沢（石川県金沢市）
- 天然温泉 花風の湯 御宿 野乃 なんば（大阪府大阪市中央区） - 所有：池田グループ
- 天然温泉 花波の湯 御宿 野乃 大阪淀屋橋（大阪府大阪市中央区） - 所有：池田グループ
- 天然温泉 蓮花の湯 御宿 野乃 京都七条（京都府京都市下京区）
- 天然温泉 吉野桜の湯 御宿 野乃 奈良（奈良県奈良市） - 所有：池田グループ
- 天然温泉 だんだんの湯 御宿 野乃 松江（島根県松江市）
- 天然温泉 夕凪の湯 御宿 野乃 境港（鳥取県境港市）
- 別府八湯 御宿 野乃 別府（大分県別府市）

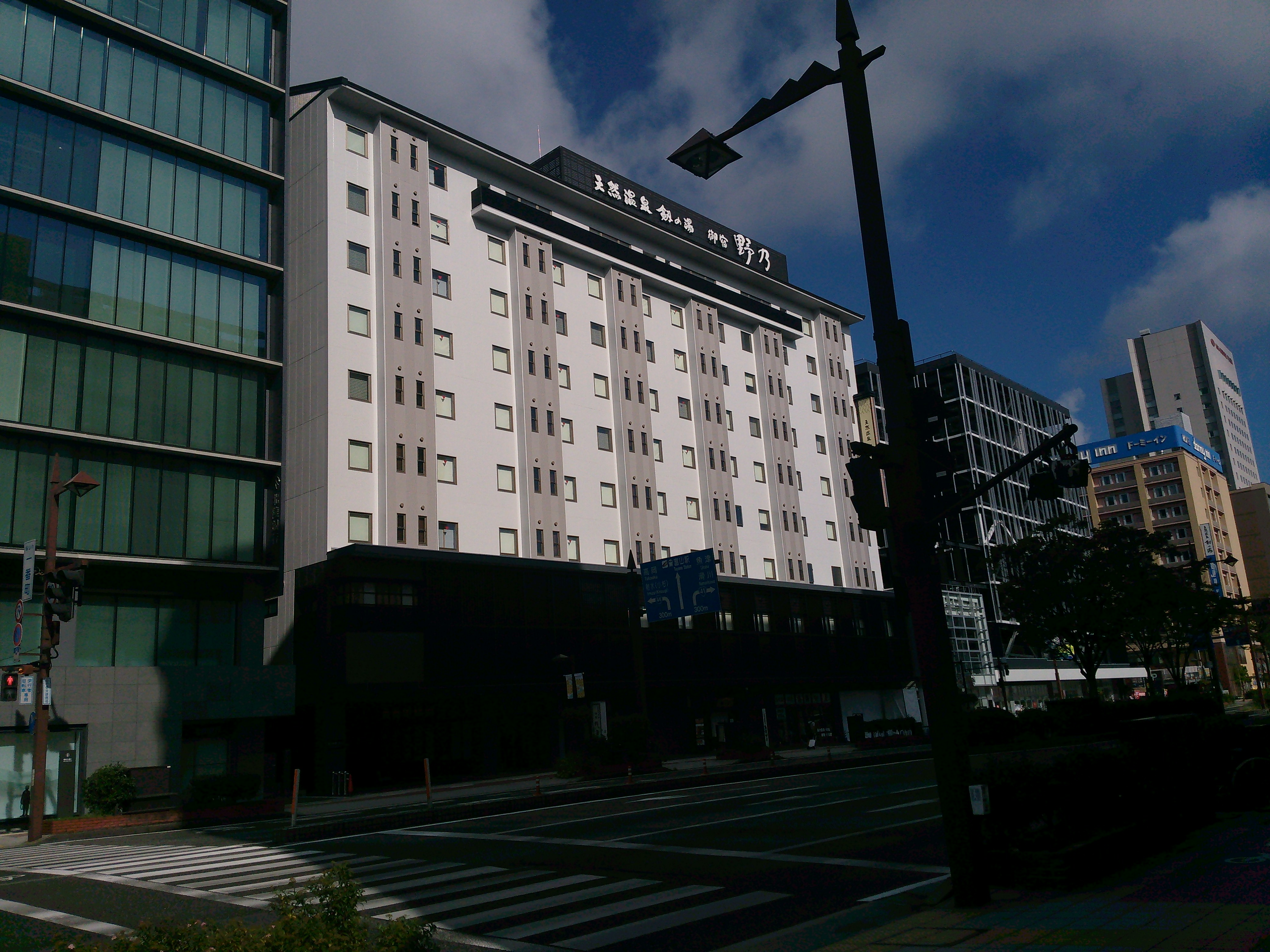
御宿 野乃 富山
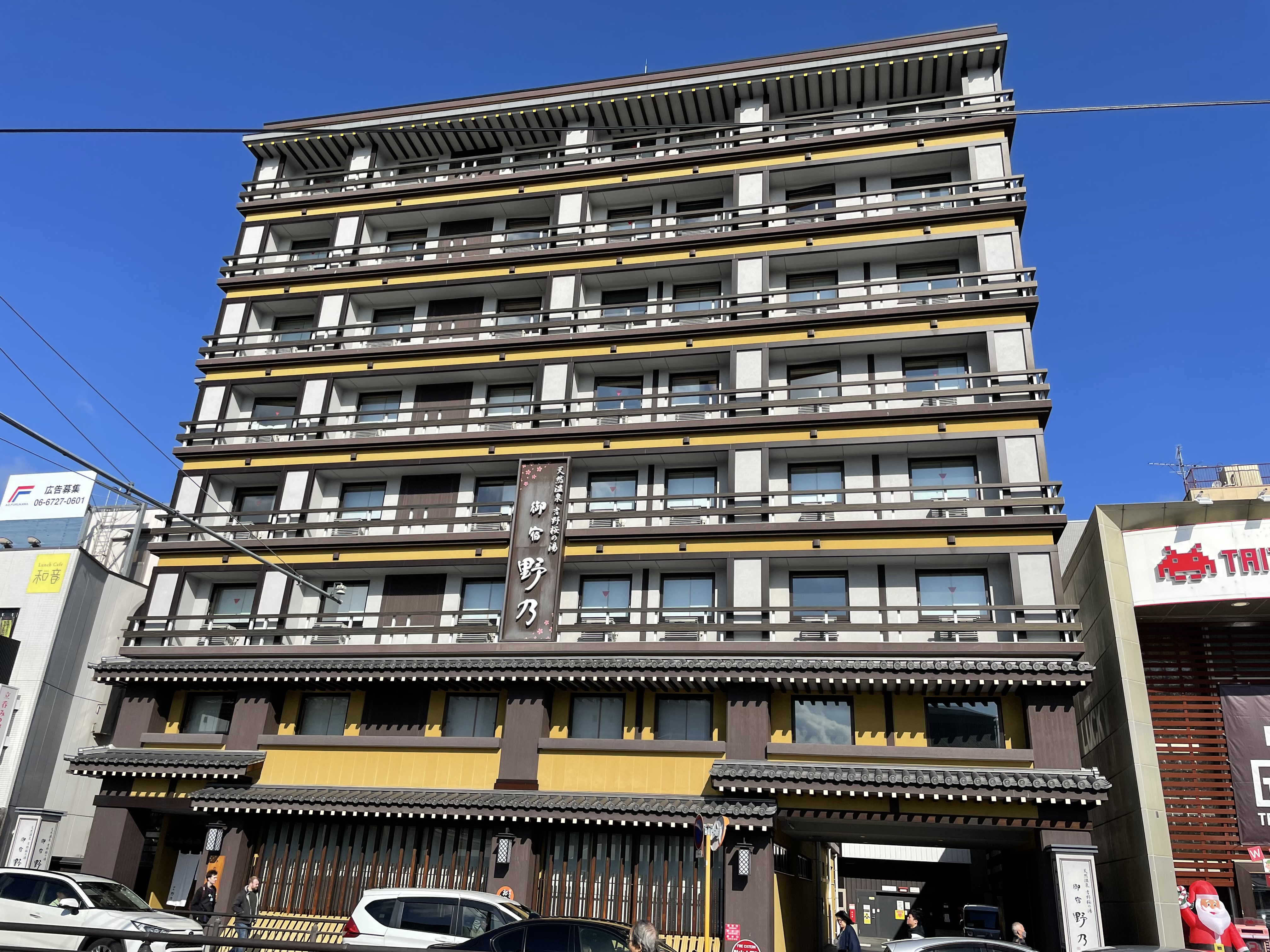
御宿 野乃 奈良

### ドーミーインEXPRESS
ドーミーインブランドの新しいサービス開発を重視したホテル。日帰り入浴やデイユースなど様々なスタイルでの利用に対応している。全施設（松江を除く）において大浴場が設置され、一部施設では天然温泉での提供がある。

#### 東北
- 杜の湯 ドーミーインEXPRESS仙台広瀬通（宮城県仙台市青葉区）
- 天然温泉 海神の湯 ドーミーインEXPRESS仙台シーサイド（宮城県仙台市宮城野区）
- 磐梯の湯ドーミーインEXPRESS郡山（福島県郡山市）

#### 関東・甲信越
- 展望大浴場 あさひ湯 ドーミーインEXPRESS浅草（東京都台東区） - 所有者：ジャパン・ホテル・リート投資法人[19]
- ドーミーインEXPRESS 目黒青葉台（東京都目黒区）

#### 中部・北陸
- 天然温泉 茶月の湯 ドーミーインEXPRESS掛川（静岡県掛川市）
- 天然温泉 三州の湯 ドーミーインEXPRESS三河安城（愛知県安城市）
- 天然温泉 つつじの湯 ドーミーインEXPRESS豊橋（愛知県豊橋市）
- 天然温泉 富士桜の湯 ドーミーインEXPRESS富士山御殿場（静岡県御殿場市）

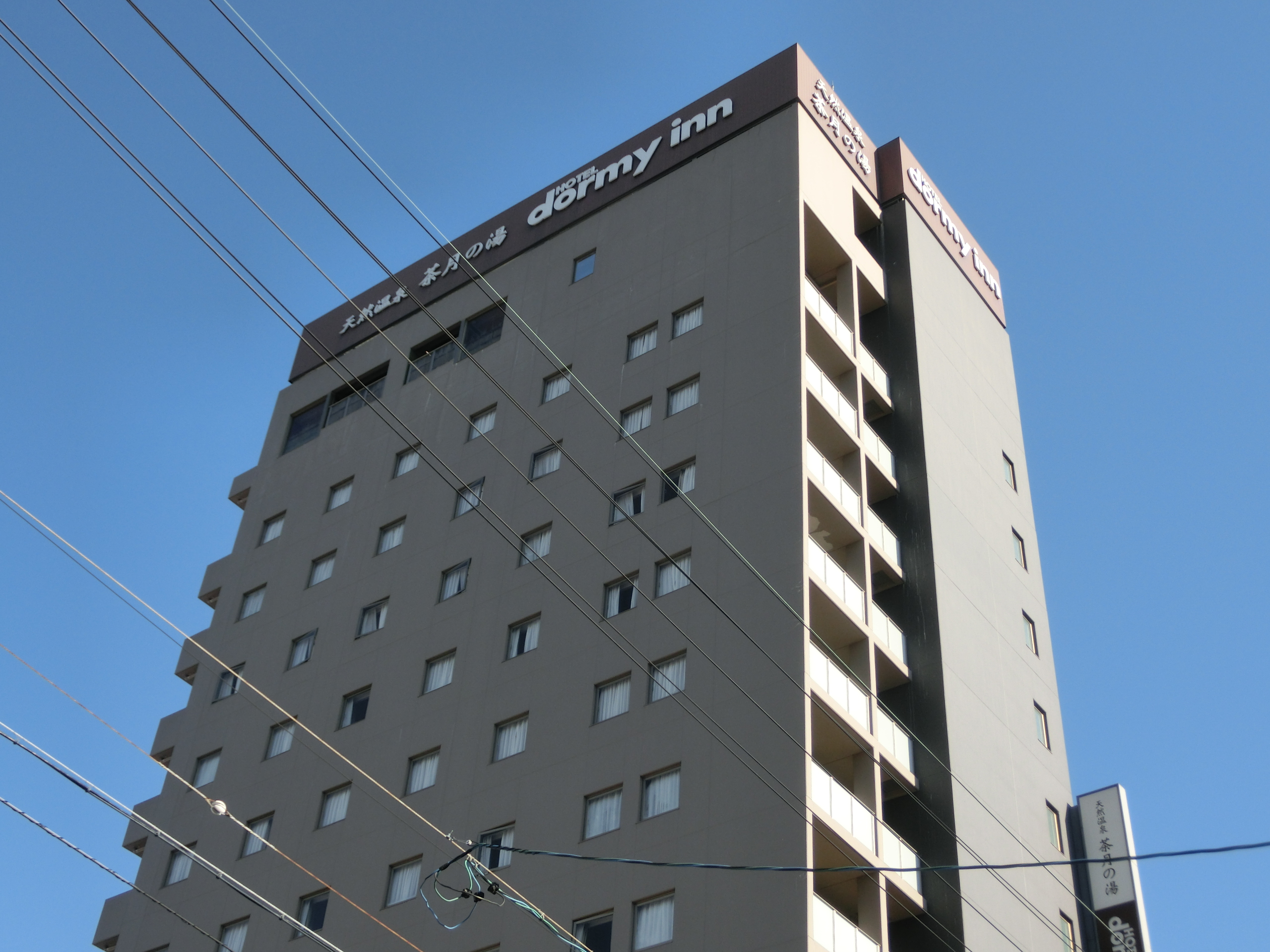
ドーミーインEXPRESS掛川
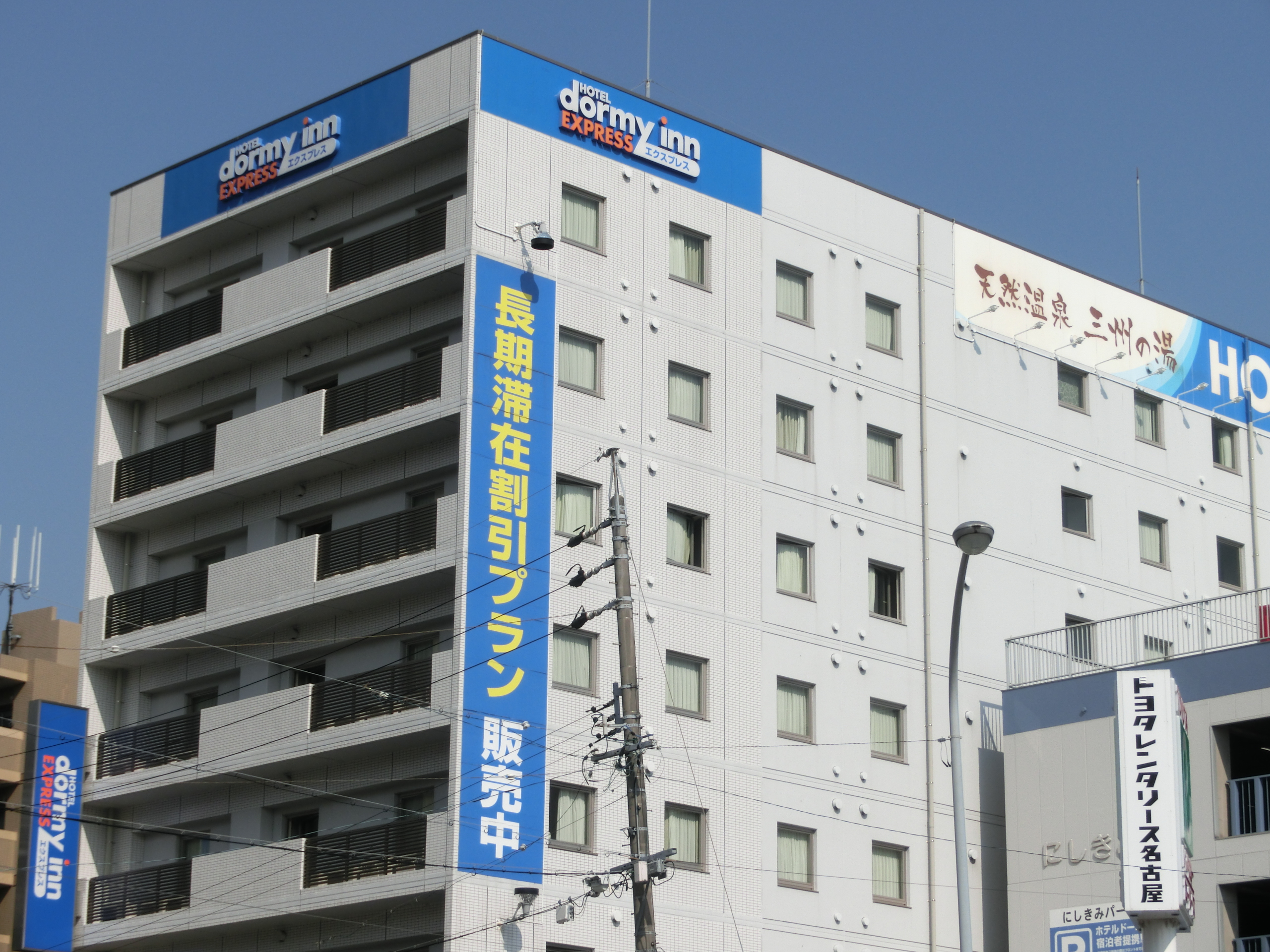
ドーミーインEXPRESS三河安城
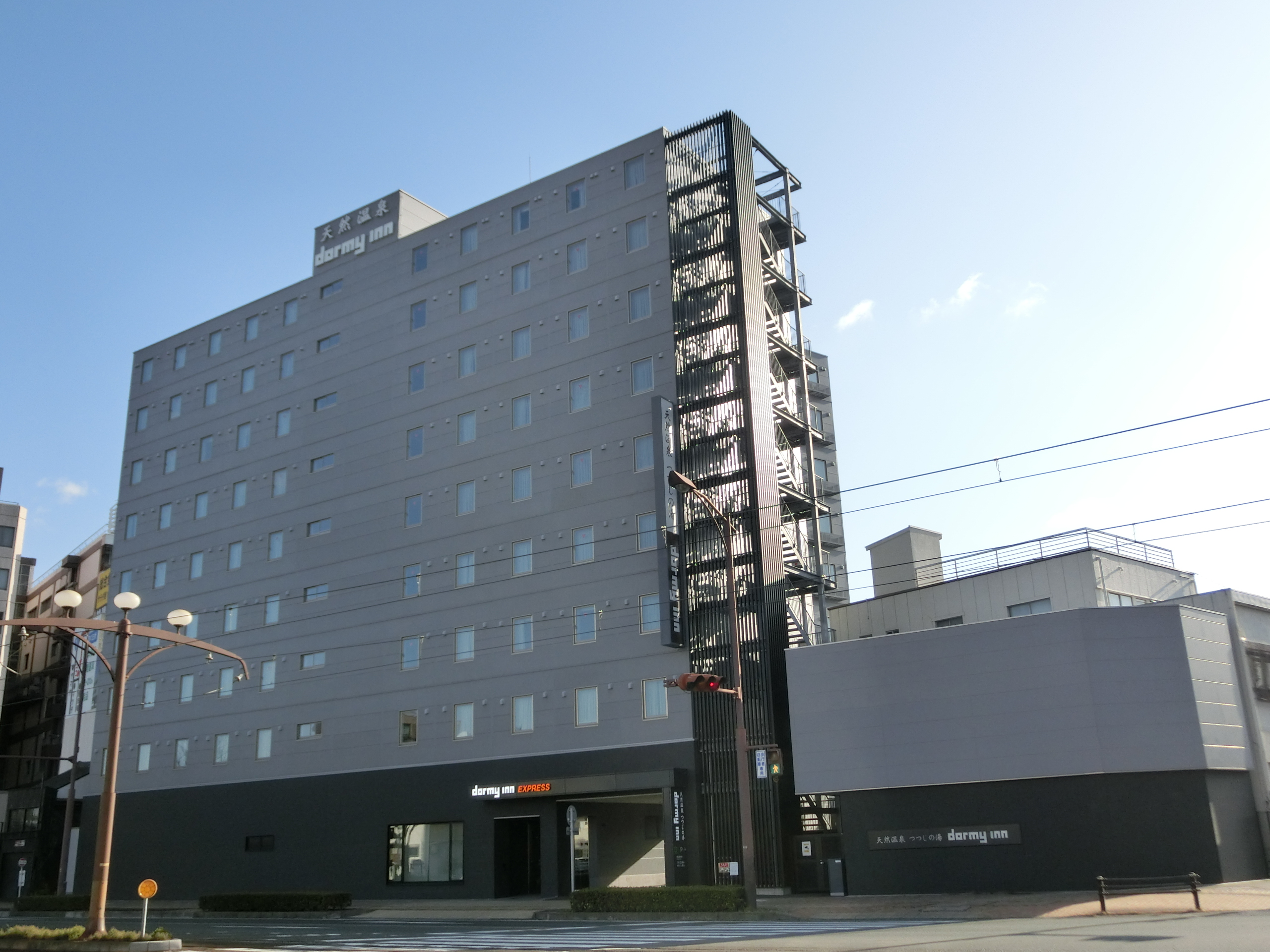
ドーミーインEXPRESS豊橋

#### 中国・四国
- ドーミーインEXPRESS松江（島根県松江市）※大浴場なし

### global cabin

#### ハイエンドスタイル
カプセルホテルの合理性と、通常のホテルの高い快適性が融合されている。ベッドスペースに加え、食事やパソコンワークができるデスクが設置されているのが特徴。グローバルキャビン横浜中華街、ドーミーイン浅草やドーミーイン後楽園に併設されたタイプもある。

#### ハイブリッドスタイル
ドーミーインにカプセルタイプがドッキングされている。リーズナブルな価格で、朝食や大浴場といった、同施設のドーミーインのフルサービスが利用できる。ドーミーインPREMIUM小樽、ドーミーイン長崎新地中華街に併設。

### 閉館した店舗
- ドーミーインEXPRESS函館五稜郭（北海道函館市）[20]
- ドーミーインEXPRESS 草加City（埼玉県草加市[21]、現：アパホテル谷塚駅前。テナントとして郵便局が併設されている。）※大浴場なし
- ドーミーインEXPRESS名古屋（愛知県名古屋市中村区）[22]
- 大国の湯 ドーミーインなんば（大阪府大阪市中央区）[23]
- 堂島川温泉 天神の湯 ドーミーイン梅田東（大阪府大阪市北区）
- 人工温泉 八幡の湯 ドーミーイン心斎橋（大阪府大阪市中央区）

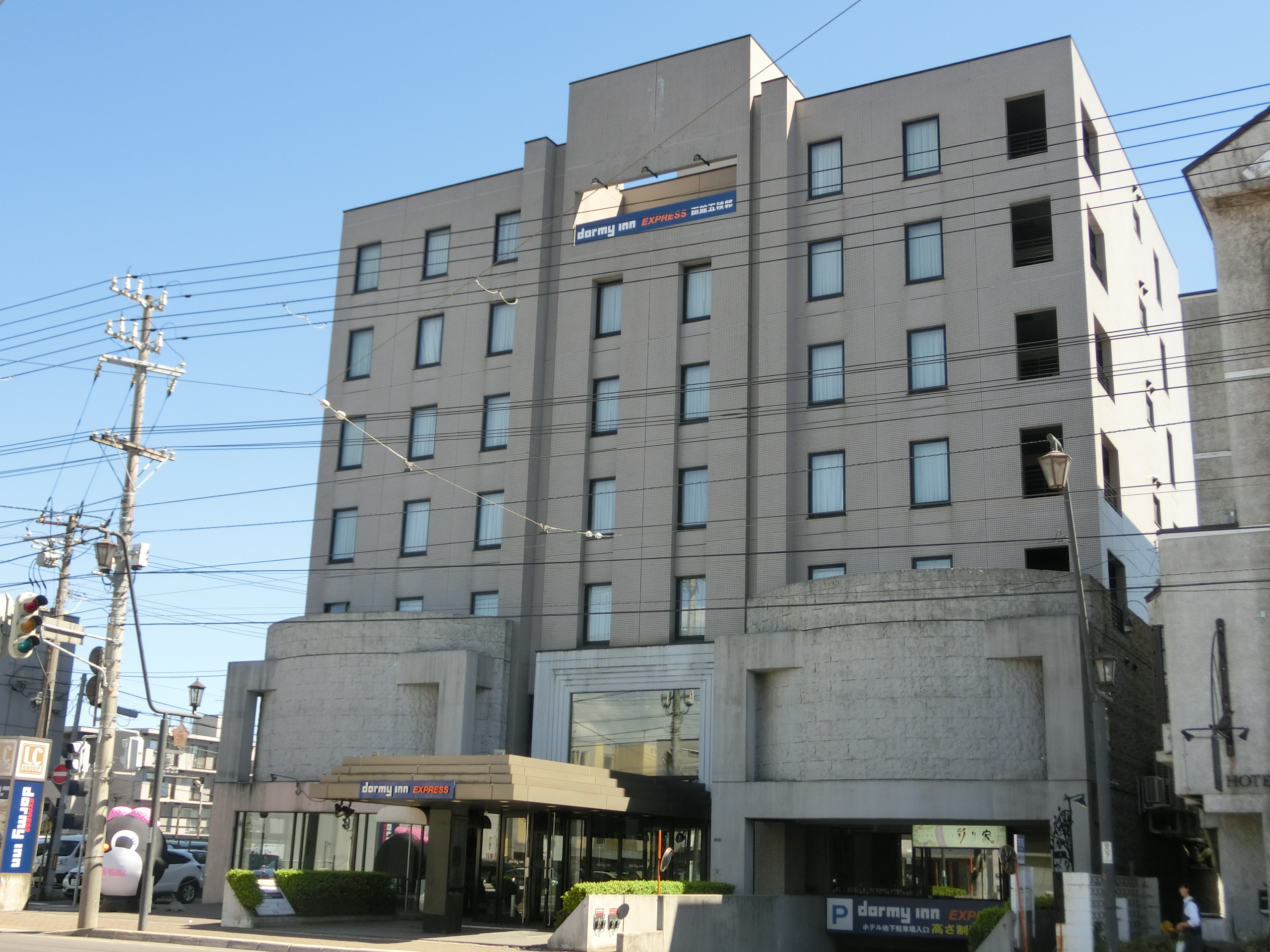
ドーミーインEXPRESS函館五稜郭
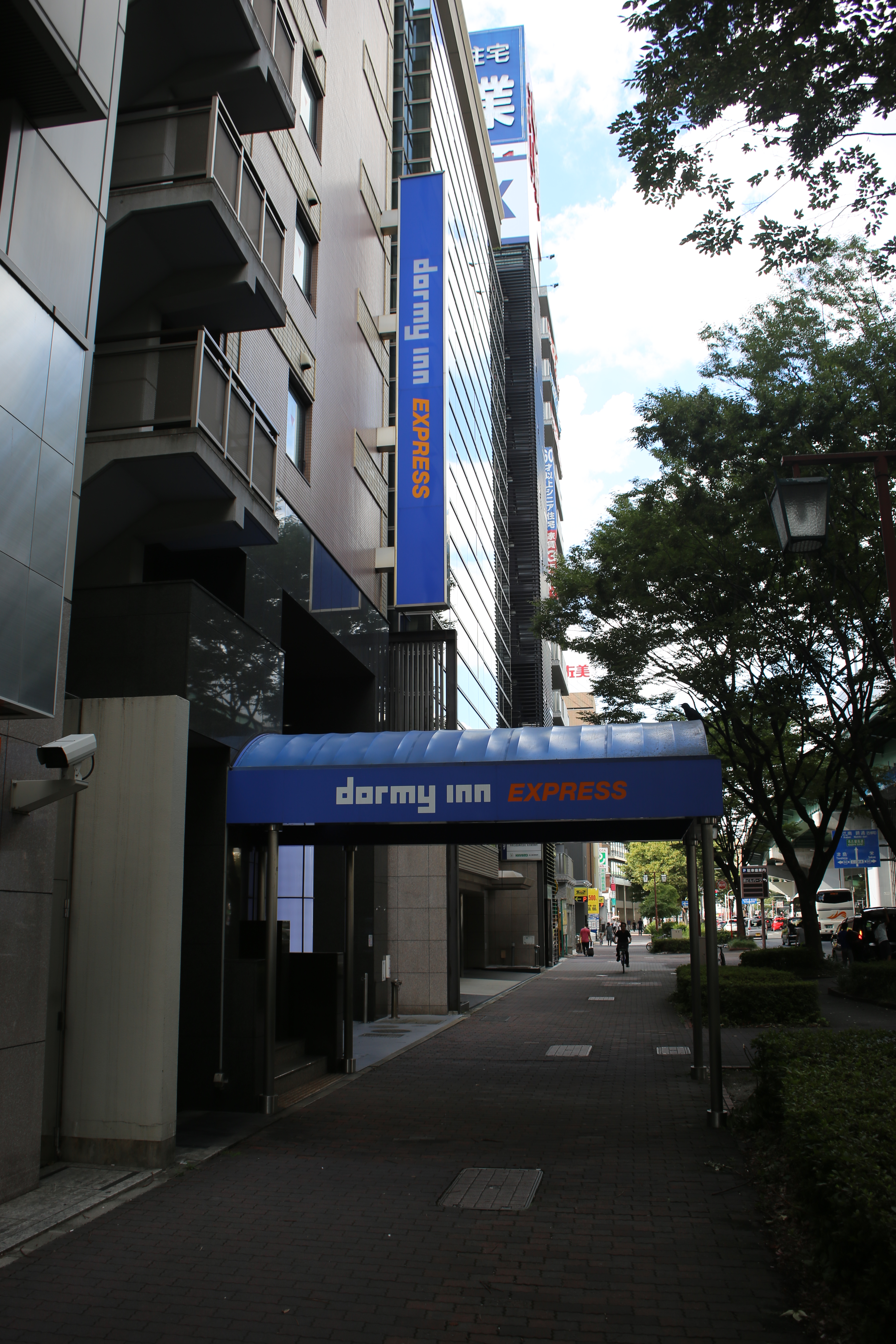
ドーミーインEXPRESS名古屋
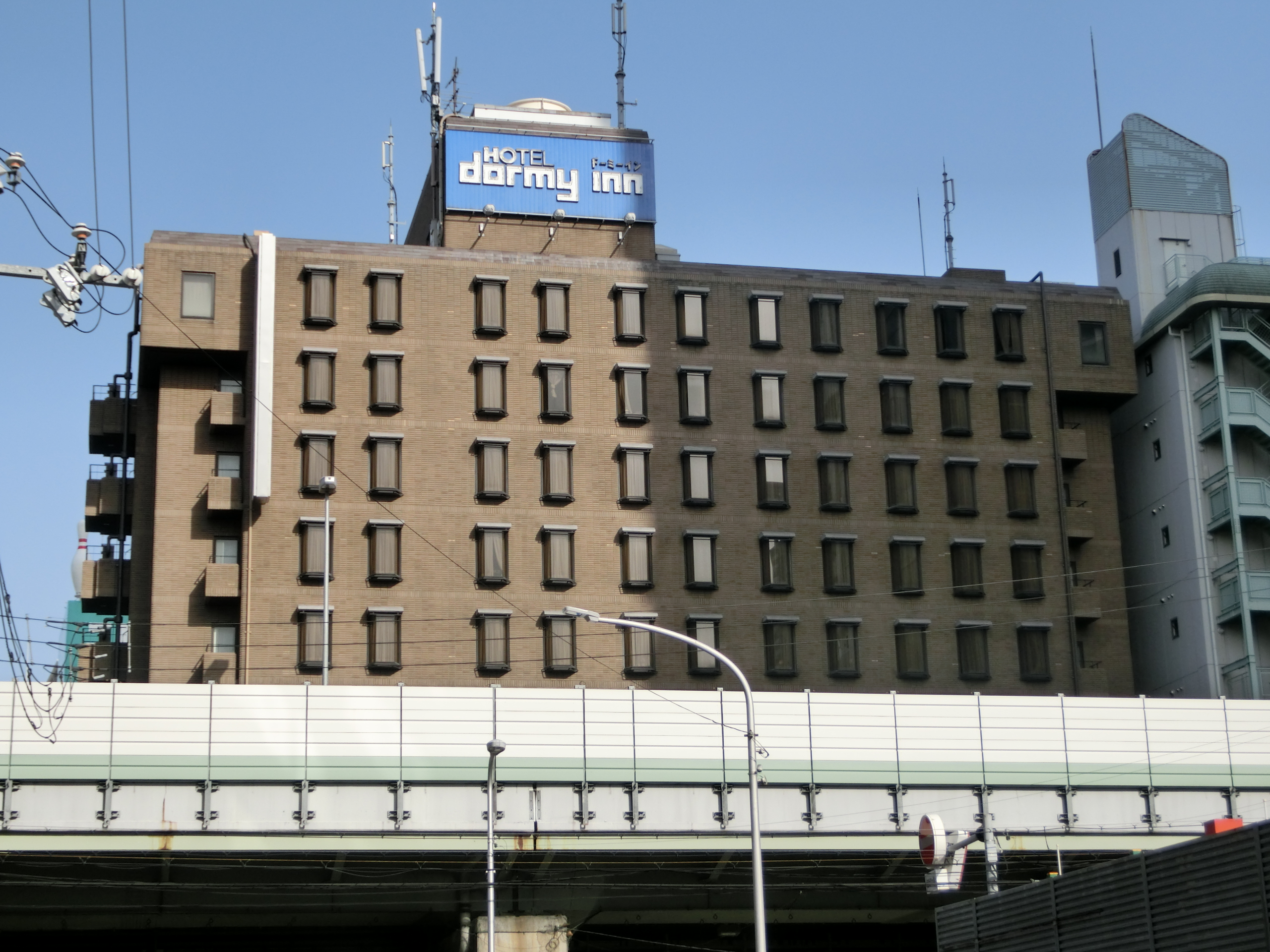
ドーミーイン心斎橋

## オリジナルキャラクター
キャラクター名称：ドーミーいんこ
- ドーミーインオリジナルキャラクターとして誕生。全国で「ご当地いんこ」としても展開している。